# Judenrat w Warszawie

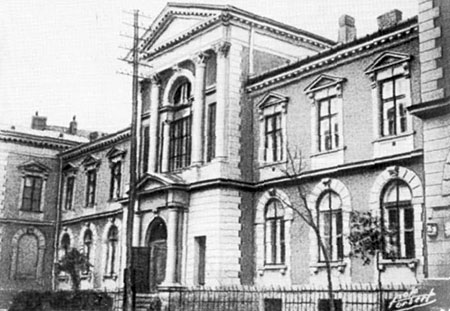
Budynek Główny Gminy Żydowskiej w Warszawie, siedziba Rady Żydowskiej do sierpnia 1942 roku

Judenrat w Warszawie, Rada Żydowska w Warszawie (niem. Judenrat in Warschau, jid. ‏יודענראַט אין וואַרשע‎ lub ‏יוד-ראַט אין וואַרשע‎) – Judenrat powołany przez niemieckie władze okupacyjne w październiku 1939 roku z zadaniem wdrażania niemieckich zarządzeń wobec ludności żydowskiej w Warszawie.
Od jesieni 1940 roku była to instytucja odpowiedzialna za administrację getta warszawskiego. Przewodniczącym warszawskiego Judenratu był Adam Czerniaków; po jego samobójczej śmierci w lipcu 1942 roku stanowisko to objął Marek Lichtenbaum.
Rada Żydowska działała pod kontrolą i w sztywnych ramach narzuconych przez władze okupacyjne. Podlegała początkowo niemieckim władzom policyjnym. Później przeszła pod nadzór cywilny, którego reprezentantem był m.in. powołany w maju 1941 roku Komisarz ds. Żydowskiej Dzielnicy Mieszkaniowej, Heinz Auerswald. Warszawski Judenrat był silnie krytykowany przez żydowski ruch oporu i organizacje samopomocy społecznej. Również większość mieszkańców getta warszawskiego darzyła go silną niechęcią. Judenratowi i jego urzędnikom zarzucano m.in. korupcję, nepotyzm i niekompetencję, faworyzowanie najbogatszych, sprzyjanie tendencjom asymilacyjnym, a także uległość wobec okupanta lub wręcz kolaborację. Krytyka ta nie zawsze uwzględniała jednak realia, w których działał Judenrat, oraz jego rzeczywiste możliwości.
Od rozpoczęcia wielkiej akcji deportacyjnej latem 1942 roku znaczenie Judenratu sukcesywnie malało. Ostatecznie zakończył on działalność w kwietniu 1943 roku, wraz z wybuchem powstania w getcie. Żaden z jego członków nie przeżył wojny.

## Geneza i utworzenie warszawskiego Judenratu
1 września 1939 roku nazistowskie Niemcy rozpoczęły zbrojną agresję przeciwko Polsce. Od pierwszych dni wojny w zajmowanych polskich miastach funkcjonariusze niemieckich Einsatzgruppen tworzyli „rady żydowskie” (niem. Judenrat). Proces ten został oficjalnie usankcjonowany 21 września 1939 roku, podczas narady pod przewodnictwem SS-Gruppenführera Reinharda Heydricha, która odbyła się w Berlinie z udziałem szefów najważniejszych departamentów Głównego Urzędu Policji Bezpieczeństwa i dowódców Einsatzgruppen operujących w Polsce. Określono wtedy m.in. kryteria, według których powinny być tworzone Judenraty. Sama koncepcja tworzenia „zwierzchnictw” żydowskich, za pośrednictwem których naziści wdrażali swoje zarządzenia względem ludności żydowskiej, była realizowana w III Rzeszy już od czasu Anschlussu Austrii w 1938 roku.
Tymczasem 6 września 1939, w apogeum paniki ewakuacyjnej, która ogarnęła Warszawę, komisaryczny prezes gminy żydowskiej, Maurycy Mayzel, opuścił stolicę. Realną władzę nad pogrążoną w chaosie gminą objął jeden z członków jej tymczasowego zarządu komisarycznego, Adam Czerniaków. Ten stan rzeczy został wkrótce usankcjonowany przez władze państwowe. 20 września Komisarz Cywilny przy Dowództwie Obrony Warszawy Stefan Starzyński polecił radcom gminy żydowskiej wykonywanie obowiązków jej tymczasowego przewodniczącego, wyznaczając Czerniakowa na „przewodniczącego obrad”, a Marka Lichtenbauma – na jego zastępcę. Trzy dni później Starzyński oficjalnie mianował Czerniakowa komisarycznym prezesem gminy.
1 października wojska niemieckie wkroczyły do Warszawy. Wraz z oddziałami Wehrmachtu w mieście pojawili się funkcjonariusze Einsatzgruppe IV (EG IV). Z myślą o utworzeniu żydowskiego „zwierzchnictwa” niezwłocznie przystąpili do rozpoznania żydowskiej elity. W tym celu m.in. zatrzymano i przesłuchano członków rodziny Zamenhofów.
4 października kilku funkcjonariuszy SS pojawiło się w siedzibie Gminy Żydowskiej, poszukując jej „zarządzającego”. Wypędzili z budynku wszystkich Żydów oraz zabrali klucze do gminnej kasy, z której zrabowali wszystkie pieniądze (ok. 90 tys. złotych). W międzyczasie pod siedzibą gminy pojawił się Czerniaków, który przybył, by zająć się organizacją pogrzebu Samuela Dicksteina. Poinformowano go o zaistniałych wydarzeniach. Uzgodniono wtedy, że pracownicy gminy rozejdą się do domów, natomiast Czerniaków uda się do budynku, by porozmawiać z Niemcami. Został zatrzymany i zabrany do siedziby EG IV w gmachu przy al. Szucha 25. Tam SS-Obersturmbannführer Josef Meisinger rozkazał mu powołać 24-osobową Radę Starszych i stanąć na jej czele.
Czerniaków zdołał skompletować żądaną przez Niemców listę 24 członków Judenratu. Dzięki jego zabiegom w pierwszym składzie Rady Żydowskiej znaleźli się wybitni przedstawiciele warszawskiej społeczności żydowskiej, reprezentujący stosunkowo szerokie spektrum społeczno-polityczne. Jako datę oficjalnego utworzenia Judenratu wskazuje się 6 lub 7 października. Oficjalna reaktywacja gminy żydowskiej oraz inauguracyjne posiedzenie Judenratu odbyły się w obecności Niemców 15 października 1939 roku (według innych źródeł – 10 października).
Katarzyna Person podaje, że dekret o utworzeniu warszawskiego Judenratu został wydany przez generalnego gubernatora Hansa Franka 28 listopada 1939. Taką interpretację kwestionuje jednak Marcin Urynowicz, który wskazuje, że wydane tego dnia rozporządzenie Franka w sprawie tworzenia Judenratów nie dotyczyło Warszawy i Krakowa.

## Historia

### Zadania i stosunek podległości względem władz niemieckich
Na użytek propagandowy niemieckie władze okupacyjne przedstawiały Judenraty jako organy samorządu, reprezentujące ludność żydowską. W rzeczywistości oczekiwały od nich jednie ścisłego egzekwowania swoich rozkazów i zarządzeń względem Żydów. Zgodnie z realizowaną w III Rzeszy zasadą „przywództwa” (niem. Führerprinzip) przewodniczący Rady Żydowskiej był osobiście odpowiedzialny za funkcjonowanie jej aparatu administracyjnego. Niemieckie rozporządzenia czyniły go i jego zastępcę odpowiedzialnymi za „przyjmowanie rozkazów władz niemieckich” oraz „sumienne przeprowadzanie tychże w pełnym zakresie”, podczas gdy „Żydzi i Żydówki winni być posłuszni poleceniom wydawanym przez nią [Radę Żydowską] celem wykonania zarządzeń niemieckich”.
W początkowym okresie działalności do obowiązków warszawskiego Judenratu należało m.in. prowadzenie spisu ludności żydowskiej. Następnie nakazano mu m.in. dostarczanie władzom niemieckim żydowskich robotników do pracy przymusowej. Oprócz tego do zadań rady należała m.in. działalność opiekuńcza, aprowizacyjna, administracyjna oraz pośrednictwo w tworzeniu warsztatów rzemieślniczych na terenie późniejszego getta. Siedziba Judenratu mieściła się w Budynku Głównym Gminy Żydowskiej w Warszawie przy ulicy Grzybowskiej 26/28.
Podczas inauguracyjnego posiedzenia warszawskiego Judenratu oficer SS (zapewne SS-Hauptsturmführer Bernhard Baatz) poinformował radców, iż podlegają całkowicie władzy Sicherheitspolizei. Zakazał im także kontaktowania się z przedstawicielami innych organów władz okupacyjnych. Funkcjonariusze Einsatzgruppe IV, a po jej rozwiązaniu – urzędu komendanta SD i policji bezpieczeństwa w dystrykcie warszawskim (Kommandeur der Sicherheitspolizei und des SD, KdS), do stycznia 1940 roku sprawowali niemal niepodzielną kontrolę nad warszawskim Judenratem. Początkowo funkcjonariuszem EG IV oddelegowanym do zajmowania się „sprawami żydowskimi” był wspomniany Bernhard Baatz. Później w ramach urzędu KdS powstał podreferat IV B 4, w którego gestii leżały „sprawy żydowskie” (tzw. Judenreferat). Jego szefami byli Karl Georg Brandt i Gerhard Mende.
Na przełomie 1939 i 1940 roku nadzór nad warszawskim Judenratem zaczęły stopniowo przejmować niemieckie władze cywilne. Ten stan rzeczy został jednak oficjalnie zaakceptowany przez SS dopiero na początku czerwca 1940 roku. Do października tego roku Judenrat podlegał niemieckim władzom miejskim w osobach kolejno: komisarycznego prezydenta Warszawy Oskara Rudolfa Dengla i Stadthauptmanna Ludwiga Leista. Jednocześnie, ku niezadowoleniu tego ostatniego, prawo do wydawania poleceń Radzie Żydowskiej rościli sobie także urzędnicy z urzędu gubernatora dystryktu warszawskiego. Relacje między Leistem a przewodniczącym Adamem Czerniakowem układały się zazwyczaj dość poprawnie.
W październiku 1940 roku, w związku z rozpoczęciem procesu gettoizacji warszawskich Żydów, władzę nad Judenratem przejął Wydział Przesiedleń (niem. Umsiedlungsamt) w urzędzie gubernatora dystryktu warszawskiego. Na jego czele stał Waldemar Schön. Ekspozyturą Umsiedlungsamtu w getcie warszawskim, pozostającą w bezpośrednim kontakcie z Judenratem, był tzw. Urząd Transferu (niem. Transferstelle). Organ ten nie tylko wydawał polecenia Judenratowi, lecz również miał za zadanie kontrolować cały obrót towarowy między gettem a „stroną aryjską”. Relacje między Schönem a Czerniakowem układały się wyjątkowo źle. W okresie jego rządów przewodniczący Judenratu został dwukrotnie pobity i na krótko aresztowany.
15 marca 1941 roku Umsiedlungsamt uległ likwidacji. Jego kompetencje przejęło kilka innych wydziałów, podczas gdy Schön został przeniesiony na stanowisko kierownika Wydziału Spraw Wewnętrznych w urzędzie gubernatora dystryktu warszawskiego. Nastąpił dwumiesięczny okres przejściowy, podczas którego Schön podejmował bezskuteczne zabiegi, aby nadzór nad „sprawami żydowskimi” objął jego dotychczasowy zastępca, Otto Mohns. Ostatecznie 14 maja 1941 roku gubernator dystryktu warszawskiego Ludwig Fischer powołał na stanowisko Komisarza ds. Żydowskiej Dzielnicy Mieszkaniowej (niem. Kommissar für den jüdischen Wohnbezirk) Heinza Auerswalda. Jako podstawa prawna posłużyło mu rozporządzenie generalnego gubernatora Hansa Franka z 19 kwietnia 1941 roku, które przyznawało przewodniczącemu warszawskiego Judenratu te same prawa, co burmistrzowi dzielnicy polskiej w Warszawie, jednocześnie jednak podporządkowując go niemieckiemu komisarzowi. Transferstelle stała się w tym czasie jednym z organów pomocniczych urzędu komisarza. Czerniaków wiązał pewne nadzieje z powołaniem Auerswalda, którego – zwłaszcza na tle Schöna – uważano z początku za człowieka pragmatycznego i dobrze traktującego Żydów. Przewodniczący Judenratu wierzył przez pewien czas, że udało mu się nawiązać z komisarzem getta nić osobistego porozumienia. Z czasem stało się jednak jasne, że Auerswald był karierowiczem i bezwzględnym realizatorem antyżydowskiej polityki nazistów.
W międzyczasie SS nie zrezygnowało z ingerowania w sprawy getta. Czerniaków był zobowiązany stawiać się raz w tygodniu w warszawskim urzędzie KdS, by zdać sprawozdanie szefom Judenreferatu: Karlowi Georgowi Brandtowi i Gerhardowi Mendemu. Podczas tych wizyt towarzyszył mu komendant Żydowskiej Służby Porządkowej, Józef Szeryński. Czerniakowowi zdarzało się także prowadzić rozmowy z innymi funkcjonariuszami SS, w tym z pierwszymi komendantami SD i Sicherheitspolizei w Warszawie: Josefem Meisingerem i Johannesem Müllerem, oraz z szefem warszawskich struktur SD – dr Ernstem Kahem.
W drugiej połowie 1942 roku, w związku z rozpoczęciem „ostatecznego rozwiązania kwestii żydowskiej”, SS ponownie uzyskała pełnię władzy w sprawach żydowskich. W czasie wielkiej akcji deportacyjnej latem 1942 roku niepodzielną władzę w getcie sprawowały dwa niemieckie „sztaby wysiedleńcze”: „lubelski” – dowodzony przez SS-Hauptsturmführera Hermanna Höflego, złożony z esesmanów, którzy przybyli ze sztabu akcji Reinhardt w Lublinie, oraz „warszawski”, którym dowodzili kierownicy „referatu żydowskiego” w warszawskim urzędzie KdS: Brandt i Mende.
Po zakończeniu „Wielkiej Akcji” przez pewien czas istniały jeszcze Transferstelle oraz urząd Komisarza ds. Żydowskiej Dzielnicy Mieszkaniowej, jednakże decydujący głos we wszystkich sprawach dotyczących getta należał odtąd do Brandta i innych funkcjonariuszy warszawskiego KdS, którzy urzędowali w tzw. Befehlstelle przy ul. Żelaznej 103.

### Relacje z polskim Zarządem Miejskim
Getto pozostawało powiązane z pozostałą częścią Warszawy siecią zależności infrastrukturalnych, komunalnych i finansowych. Między innymi, polski Zarząd Miejski częściowo pokrywał wydatki związane z opieką społeczną w getcie (z administrowanych przez siebie funduszy Rady Głównej Opiekuńczej). Z kolei mieszkańcy dzielnicy zamkniętej byli zobowiązani opłacać podatek od nieruchomości, inne podatki i opłaty lokalne, a także regulować rachunki za gaz, wodę, elektryczność itp.
Z tych powodów Judenrat utrzymywał kontakty z polskim Zarządem Miejskim, który pod nadzorem Niemców zarządzał gospodarką komunalną Warszawy. Przewodniczący Adam Czerniaków wielokrotnie spotykał się z komisarycznym burmistrzem Julianem Kulskim oraz jego podwładnymi z Zarządu Miejskiego. Relacje między Czerniakowem a Kulskim układały się bardzo dobrze. Czerniaków akceptował nieformalny prymat Zarządu Miejskiego nad Judenratem – nawet wtedy, gdy w 1941 roku Niemcy przyznali mu pozycję równorzędną Kulskiemu. Starał się również demonstrować lojalność wobec polskiej administracji, m.in. informując ją o swoich planach.
Pracownicy miejskich służb technicznych posiadali przepustki do getta. W getcie działały również różne ekspozytury Zarządu Miejskiego, w tym delegatura przy Wydziale Ewidencji Ludności, która poświadczała wydawane przez żydowskich lekarzy karty zgonu, urzędy skarbowe zajmujące się poborem podatków oraz – do stycznia 1941 – biura rozdziału kartek żywnościowych przy niektórych komisariatach policji granatowej.
Między Judenratem a Zarządem Miejskim dochodziło jednak do konfliktów na tle rozliczeń finansowych za dostawy gazu i elektryczności. Zarząd Miejski utrudniał także Judenratowi uzyskiwanie udziału we wpływach z podatków i opłat wnoszonych przez Żydów. Do sporów dochodziło także przy ustalaniu nowych granic getta. Czerniaków starał się szybko wygaszać konflikty z polską administracją. Ze strony Zarządu Miejskiego nie zawsze spotykał się jednak z równie otwartą i kompromisową postawą. O ile Kulskiego i Czerniakowa łączyły dobre relacje, o tyle podwładni tego pierwszego poczuwali się przede wszystkim do obrony interesów ludności etnicznie polskiej, m.in. popierając rozwiązania, które zmniejszały dochody Judenratu a zwiększały dochody miasta; zabiegali oni także, aby przebieg granic getta był jak najkorzystniejszy dla polskich mieszkańców.

### Działalność

#### Przed utworzeniem getta

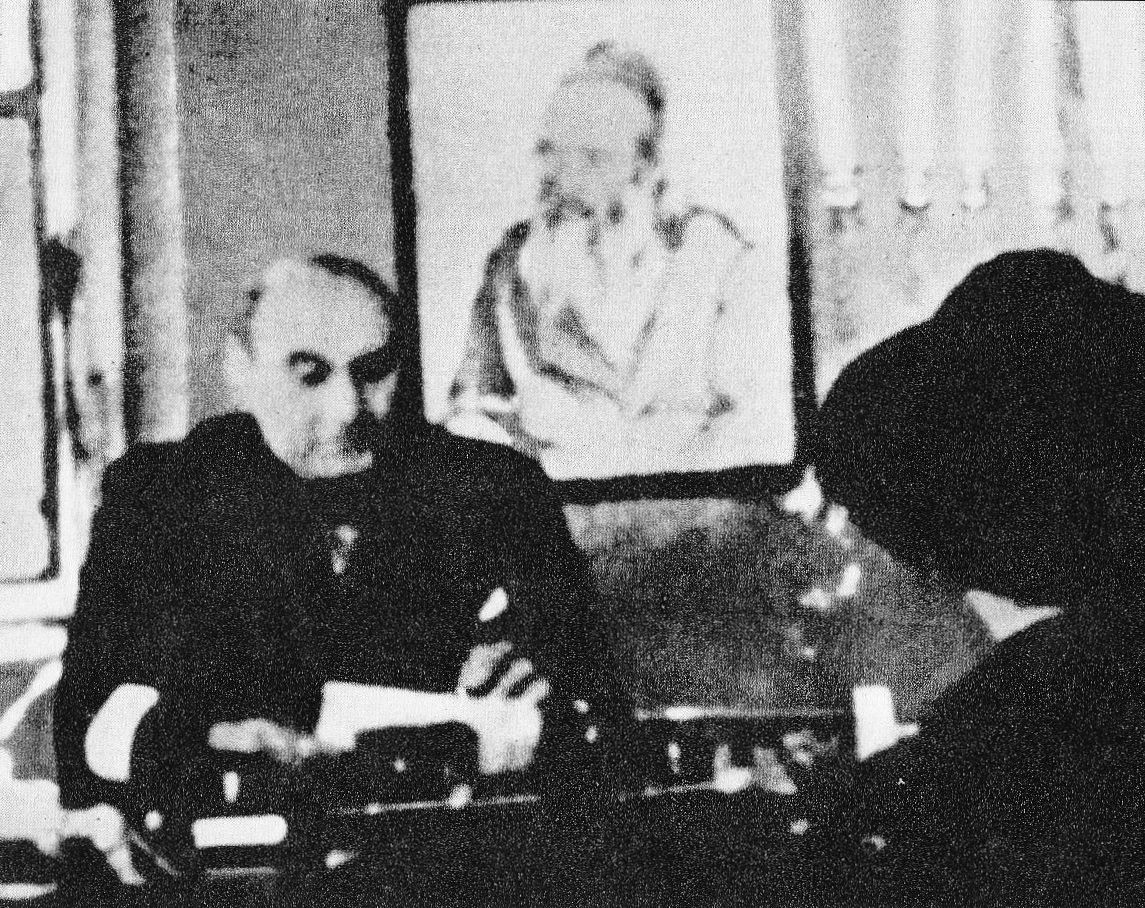
Adam Czerniaków w swoim gabinecie w siedzibie Judenratu

28 października 1939 roku Centralne Biuro Rejestracji w ramach Biura Statystycznego Judenratu na polecenie władz niemieckich przeprowadziło pierwszy spis ludności żydowskiej; do jego zrealizowania zatrudniono 270 osób. Ustalono, że w Warszawie mieszkało wtedy 359 827 Żydów. Spisy powtórzono w lutym i kwietniu 1940 roku.
Gdy minął chaos pierwszych dni okupacji i ustały dokonywane przez niemieckich żołnierzy, policjantów i cywilów „dzikie” grabieże żydowskiego majątku, nazistowskie władze zaczęły zwracać się do Judenratu z konkretnymi „zamówieniami” i żądaniami, dotyczącymi przekazania kontrybucji pieniężnych lub w naturze. Kilkukrotnie Judenrat był zmuszony zapłacić okup za życie Żydów, aresztowanych pod różnymi pretekstami przez niemieckie władze policyjne. W niektórych przypadkach opłacenie kontrybucji pozwoliło ocalić życie zakładników. W styczniu 1940 roku, w zamian za okup w wysokości 100 tys. złotych, Niemcy odstąpili od zastosowania masowych represji w odwecie za rzekome pobicie przez Żydów volksdeutschki. W maju tego samego roku, również dzięki zapłaceniu okupu, Judenrat zdołał doprowadzić do uwolnienia 417 Żydów z ul. Gęsiej, których aresztowano po rzekomym pobiciu volksdeutscha, do którego miało dojść na tej ulicy. Mimo licznych zabiegów i zapłacenia części żądanej kontrybucji, nie udało się natomiast ocalić 53 mężczyzn z domu przy ul. Nalewki 9, których Niemcy rozstrzelali w listopadzie 1939 roku, w odwecie za śmierć polskiego policjanta, który zginął z rąk pospolitego kryminalisty. Rodziny ofiar oraz żydowska opinia publiczna obarczyły później odpowiedzialnością za śmierć zakładników przewodniczącego Czerniakowa, zarzucając mu niesłusznie opieszałość w przekazaniu kontrybucji.
Na początku listopada 1939 roku niemieckie władze policyjne podjęły pierwszą próbę utworzenia getta w Warszawie. Aby zagwarantować wykonanie swoich zarządzeń, SS aresztowała 24 Żydów w charakterze zakładników. Dzięki zabiegom, które Judenrat podjął m.in. u wojskowego komendanta miasta, gen. Neumanna-Neurodego, udało się przejściowo zapobiec utworzeniu getta.
1 listopada 1939 roku Judenrat był zmuszony przejąć utrzymywanie Głównego Domu Schronienia Starców i Sierot Starozakonnych oraz innych żydowskich zakładów opiekuńczych. W grudniu tego samego roku utworzono Komisję ds. Szpitalnictwa (od maja 1941 – Wydział ds. Szpitalnictwa), która administrowała szpitalem na Czystem oraz Szpitalem Dziecięcym Bersohnów i Baumanów. Rada Żydowska przejęła również administrację cmentarza żydowskiego na Woli oraz cmentarza żydowskiego na Bródnie, przy czym po utworzeniu getta warszawskiego zarządzała już tylko nekropolią na Woli. Za administrację cmentarzem i przeprowadzanie pochówków był odpowiedzialny Wydział Cmentarny RŻ.
Od początku okupacji Judenrat mierzył się z ciągłym brakiem środków finansowych. Pieniędzy brakowało na najpotrzebniejsze wydatki, w tym na funkcjonowanie ochrony zdrowia. Środków finansowych nie starczało także na wypłaty dla urzędników. Zimą, z powodu braku węgla, musieli oni pracować w nieogrzewanych pomieszczeniach. Warunki pracy dodatkowo pogarszały przerwy w dostawach energii elektrycznej, brak mebli biurowych, które władze okupacyjne konfiskowały na poczet niezapłaconych podatków, a także niedobory papieru, który musiano racjonować. Czerniaków starał się zaradzić problemom budżetowym, organizując dobrowolne zbiórki i akcje charytatywne. Jednocześnie na ludność żydowską nakładano rozmaite podatki, opłaty i daniny. Ich ściągalność, zwłaszcza w kontekście postępującej pauperyzacji Żydów, była jednak niewielka.
Między listopadem 1939 roku a październikiem 1940 roku do Warszawy przybyło ok. 90 tys. Żydów, których wysiedlono z ziem wcielonych do III Rzeszy, przede wszystkim z terenów tzw. Kraju Warty oraz rejencji ciechanowskiej. Pod koniec lutego 1940 roku do Warszawy skierowano także transporty jeńców wojennych pochodzenia żydowskiego, a w sierpniu – uchodźców z Krakowa. Do rozlokowania uchodźców i wysiedleńców oraz zatroszczenia się o ich los Niemcy zobowiązali warszawski Judenrat. Nie dysponował on jednak wystarczającymi środkami na ten cel. Przybycie tak dużej liczby uchodźców spowodowało gwałtowne pogorszenie warunków mieszkaniowych i sanitarnych w dzielnicy żydowskiej. W pierwszej połowie 1940 roku wybuchła tam epidemia tyfusu.
Jesienią 1939 roku Rada Żydowska wyszła z inicjatywą dostarczania Niemcom żydowskich robotników przymusowych. Liczono, że uda się w ten sposób ograniczyć brutalne łapanki na ulicach dzielnicy żydowskiej. 19 października tego samego roku został utworzony tzw. Batalion Pracy, którego zadaniem było werbowanie robotników i kierowanie ich do wyznaczacnyh przez Niemców prac. Jego kierownictwo stanowili Bernard Zundelewicz, Chil Rozen, A. Pożaryk (zastąpiony później przez Józefa Hasensprunga) oraz Mieczysław Goldfluss. Robotnicy byli początkowo kierowani do pracy w tzw. placówkach przy niemieckich koszarach, urzędach, przedsiębiorstwach itp. Do jesieni 1940 roku powstało 130 „placówek”. Funkcjonowały one w Warszawie i okolicach – m.in. w Falentach, Raszynie, Ursusie oraz przy szosie Błońskiej. Od lata 1940 roku Wydział Pracy zajmował się również wysyłaniem robotników żydowskich do obozów pracy przymusowej poza Warszawą. W całym 1940 roku Judenrat skierował do 30 obozów ponad 4 tysiące robotników. Judenrat starał się w miarę możliwości nieść pomoc warszawskim Żydom skierowanym do obozów pracy. Przy Batalionie Pracy utworzono w tym celu specjalny Referat Obsługi Obozów Pracy, który zajmował się m.in. ewidencją obozów i robotników, dostarczaniem do obozów żywności i odzieży oraz zapewnianiem robotnikom opieki sanitarnej i lekarskiej. Organizowano również zbiórki pieniędzy i odzieży dla robotników oraz ich pozostawionych w Warszawie rodzin. Przewodniczący Czerniaków starał się ponadto interweniować u władz niemieckich w sprawie złych warunków panujących w obozach. Po interwencjach Czerniakowa radcy Beniamin Zabłudowski i Gustaw Wielikowski wizytowali w maju 1941 roku obozy pracy w Roztoce, Nartach, Piekle, Woli Miedniewskiej, Kapitule i Małszycach.
W 1940 roku do Wydziału Pracy Judenratu zgłaszało się dziennie od 1,5 do 15 tysięcy robotników. Ze względu na rosnące żądania władz niemieckich oraz rozchodzące się wśród Żydów wiadomości o fatalnych warunkach i złym traktowaniu na „placówkach” i w obozach, liczba ochotników stała się wkrótce dalece niewystarczająca. Rada Żydowska wprowadziła więc system opłat za zwolnienie z obowiązku pracy przymusowej. W związku z dostarczaniem przez Judenrat kontyngentów robotników przymusowych dochodziło do demonstracji przed jego siedzibą; znacząco pogorszył się również wizerunek Judenratu w oczach warszawskich Żydów.
Początkowo żydowscy robotnicy byli opłacani z kasy Judenratu. Teoretycznie powinni byli otrzymywać dniówkę w wysokości 3, później 4 złotych dziennie. Szybko okazało się jednak, że Rada Żydowska nie posiada wystarczających funduszy, by móc wypłacać całość należnych wynagrodzeń. Dochodziło do awantur z udziałem nieopłaconych robotników oraz blokad biur. W grudniu 1939 roku Judenrat był zmuszony obciążyć Żydów dodatkowym podatkiem na rzecz Batalionu Pracy. W kwietniu 1940 roku Adam Czerniaków złożył u władz niemieckich memoriał w sprawie jego dalszego finansowania. W sierpniu tego samego roku Główny Wydział Pracy przy Urzędzie Generalnego Gubernatora zdjął z Judenratu obowiązek opłacania robotników, nakładając go na niemieckich pracodawców. Prawo to pozostawało jednak tzw. martwą literą, a robotnicy żydowscy nie otrzymywali już wynagrodzeń ani od Judenratu, ani od Niemców. Pod koniec 1940 roku ponad 70% żydowskich robotników w warszawskich placówkach pracowało za darmo.
16 stycznia 1940 roku komisaryczny prezydent Oskar Rudolf Dengel wydał nakaz przeprowadzenia rejestracji wszystkich mężczyzn między 12 a 60 rokiem życia. Za przeprowadzenie rejestracji odpowiedzialny był Judenrat, który zatrudnił w tym celu prawie tysiąc urzędników. Po przeprowadzeniu spisu nadeszła do Judenratu instrukcja, według której należało również położyć nacisk na spis narzędzi posiadanych przez Żydów, w związku z tym spis powtórzono, kończąc go ostatecznie 26 marca 1940 roku. Spis posłużył do wystawiania Żydom imiennych nakazów pracy. Od 11 grudnia 1939 roku Wydział Rejestracyjno-Meldunkowy Judenratu prowadził także spis wszystkich Żydów przybywających do Warszawy.

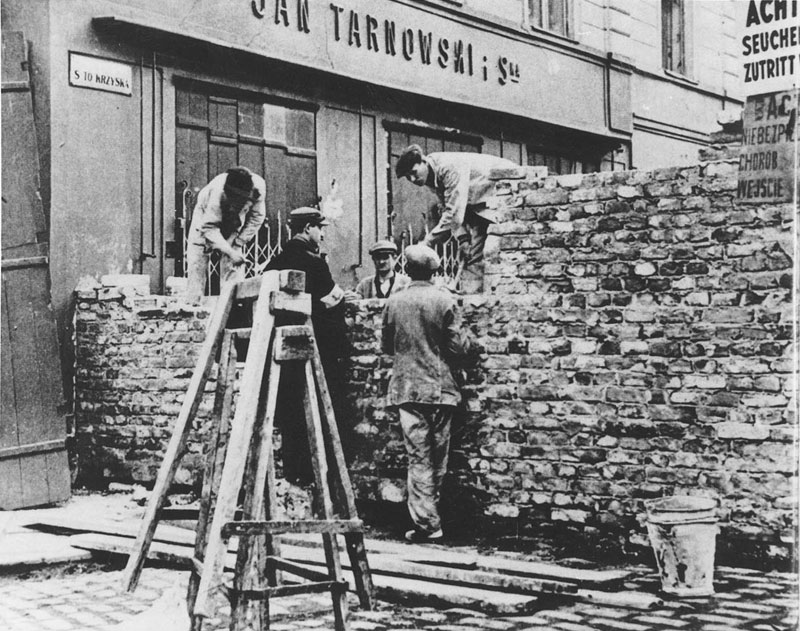
Budowa murów wokół przyszłego getta. Ulica Świętokrzyska, rok 1940

27 marca 1940 roku Judenrat otrzymał polecenie wzniesienia murów wokół „obszaru zagrożonego epidemią” (niem. Seuchensperrgebiet), którym to terminem Niemcy określali obszar dzielnicy północnej, mający wejść w skład planowanego getta. Pierwsze prace związane z budową murów wokół przyszłej dzielnicy zamkniętej rozpoczęły się kilka dni później, 1 kwietnia. Zajmował się nimi Referat Techniczno-Budowlany przy Wydziale Gospodarczym Judenratu. Radę Żydowską obarczono kosztami budowy muru. Prace budowlane i ustawianie tablic z napisami ostrzegawczymi zakończono w czerwcu 1940 roku.
Wiosną 1940 roku Rada Żydowska stała się właścicielem kibucu, gospodarstwa rolnego założonego w 1919 roku przez organizację He-Chaluc na Grochowie. Kibuc posiadał jedną krowę i konia, uprawiano w nim warzywa i zboże, uruchomionego tam także wytwórnię marmolady i konserw. Część plonów była sprzedawana, resztę przekazywano do placówek opiekuńczych Żydowskiej Samopomocy Społecznej, a część CENTOS-owi. 15 listopada tego samego roku kibuc zamknięto, a jego mieszkańców przeniesiono do getta. Po interwencjach działaczy Droru (m.in. Cywii Lubetkin) w Judenracie, uzyskali oni zgodę na powrót do kibucu. W czerwcu 1941 roku kibuc został zajęty przez Komisaryczny Zarząd Zabezpieczonych Nieruchomości, a Heinz Auerswald wyraził zgodę, aby na miejscu pozostało 21 kibucników, którzy pracować mieli pod nadzorem niemieckiego zarządcy. Działacze ruchu chalucowego zostali ostatecznie usunięci z kibucu na początku 1942 roku.
Od lipca 1940 roku RŻ zajmowała się organizowaniem warsztatów rzemieślniczych, tzw. szopów, które zajmowały się pracą dla niemieckich przedsiębiorstw, zazwyczaj realizujących zamówienia dla Wehrmachtu. Szopy tworzone były z inicjatywy Związku Rzemieślników Żydowskich lub innych organizacji (m.in. He-Chaluc), a z ramienia RŻ kontrolowali je urzędnicy Wydziału Wytwórczości. Szopy organizowano jako spółdzielnie lub na zasadach manufaktur z najemną siłą roboczą; większość organizatorów wybrała drugą koncepcję, co było krytykowane przez środowiska lewicowe. Praca w nich odbywała się w bardzo ciężkich warunkach. Robotnicy pracowali często 12 godzin dziennie, cierpieli głód oraz wyzysk. Otrzymywali oni dzienne wynagrodzenie w wysokości 6 złotych i 40 groszy, od którego odejmowano koszt zupy wydawanej pracującym w szopie. Dzienne wynagrodzenie pozwalało zakupić na czarnym rynku około ćwierć kilograma chleba. Początkowym problemem szopów był brak zamówień. Powodowało to, że robotnicy przychodzili do nich jedynie w celu odebrania przydziału żywności, a resztę dnia spędzali bezczynnie. Sytuacja zmieniła się późną wiosną i latem 1941 roku, gdy szopy otrzymały zamówienia i wzrosło ich znaczenie dla gospodarki getta. Stanowiły one jednak źródło utrzymania niewielkiej grupy Żydów – we wrześniu 1941 roku zatrudnionych było w nich 3055 osób. Z czasem na otworzenie własnych zakładów lub przejęcie żydowskich decydowali się także przedsiębiorcy niemieccy, poprzedni, żydowscy właściciele i zarządcy pozostawali w zakładach w charakterze kierowników lub robotników. Wcześniej przedsiębiorcy niemieccy występowali w charakterze nakładców. Według definicji Barbary Engelking i Jacka Leociaka szopy były wielkimi przedsiębiorstwami, które pod pozorem dzierżawy wchłaniały żydowskie zakłady i warsztaty w getcie.
We wrześniu 1940 przy Judenracie powstała Komisja Szkolna, prowadząca prace koncepcyjne nad programem nauczania szkół żydowskich, które miano nadzieję wkrótce uruchomić. Brak zgody Niemców na otwarcie szkół oraz utworzenie getta spowodowały, że w listopadzie 1940 roku komisja zawiesiła działalność. Wcześniej, w sierpniu 1940 roku, władze niemieckie zezwoliły Radzie Żydowskiej na prowadzenie kursów zawodowych. W efekcie tego lata w ramach Judenratu powstał Wydział Kształcenia Zawodowego. Od września 1940 roku do końca grudnia 1941 roku Judenrat zorganizował 140 kursów, na które uczęszczało 6291 osób.
W lipcu 1940 roku najwięcej pracowników w ramach RŻ zatrudniały szpital na Czystem (637) i Batalion Pracy (453); łącznie w strukturach Judenratu pracowało ponad 1500 osób. Powodem zatrudniania coraz większej liczby osób i tworzenia kolejnych etatów była chęć Czerniakowa, aby zapewnić utrzymanie żydowskim inteligentom i artystom, którzy pozostali bez pracy. Zatrudnienie w Judenracie dawało również ochronę przed wywózkami do obozów pracy.
Jeszcze przed utworzeniem getta Judenrat prowadził dwie przychodnie lekarskie, które znajdowały się przy ulicach Grzybowskiej i Nowiniarskiej. Przychodnia działająca przy ulicy Grzybowskiej kontynuowała działalność w getcie.

#### Od utworzenia getta do „Wielkiej Akcji”

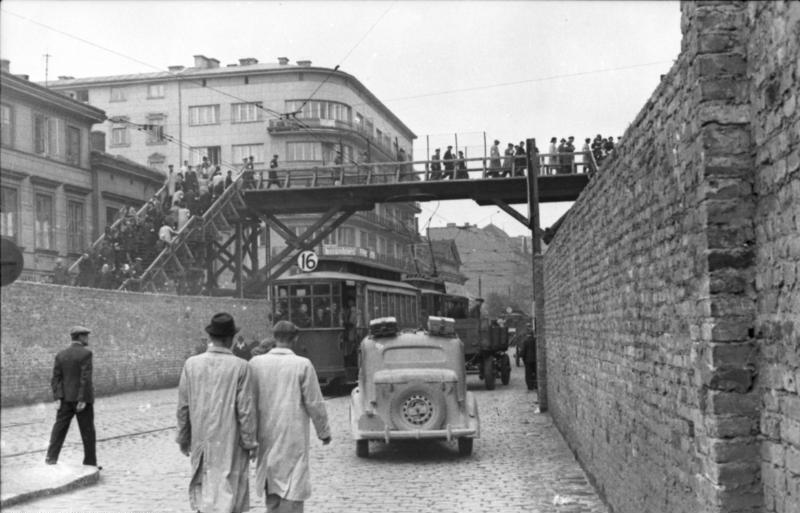
Drewniany most nad ul. Chłodną

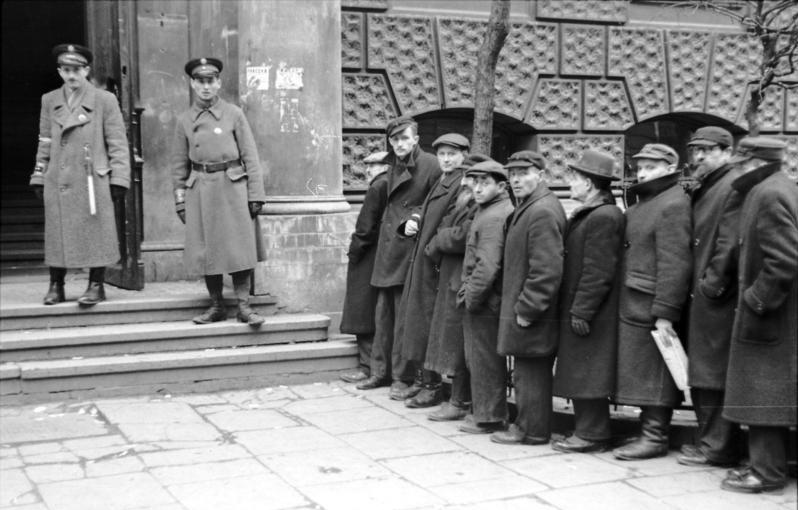
Funkcjonariusze ŻSP i tłum przed siedzibą Wydziału Wytwórczości RŻ przy ulicy Prostej 14/16

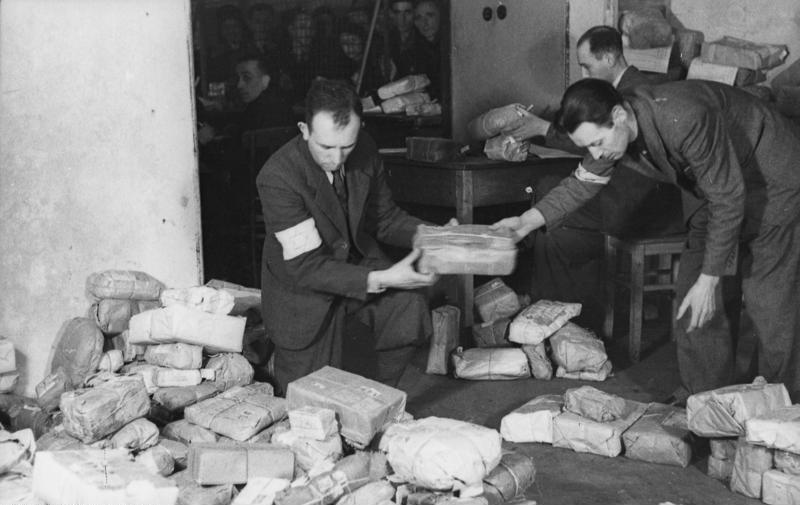
Pracownicy poczty getta warszawskiego

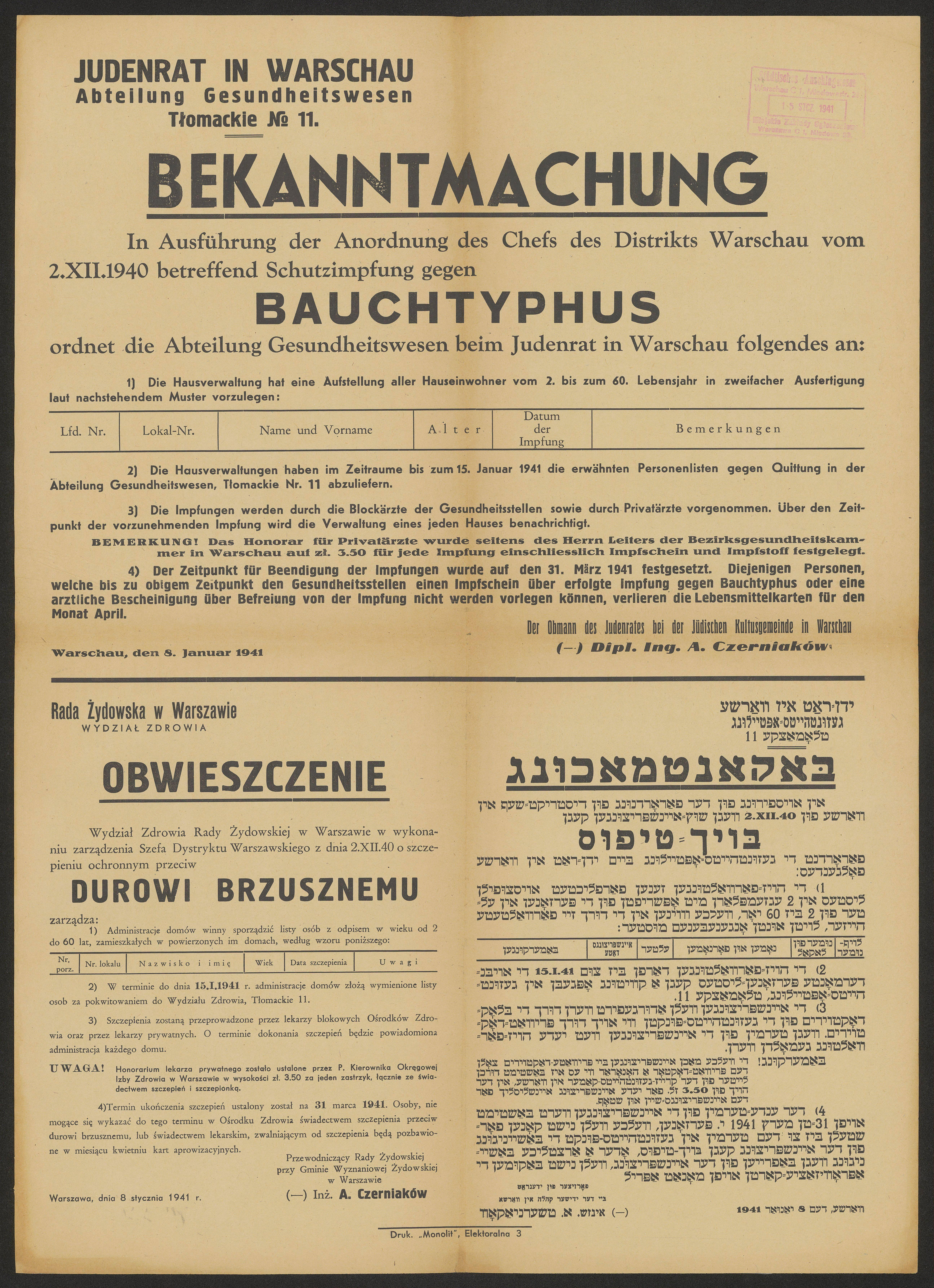
Obwieszczenie Wydziału Zdrowia Rady Żydowskiej dotyczące szczepień przeciwko tyfusowi, styczeń 1941

2 października 1940 roku gubernator dystryktu warszawskiego Ludwig Fischer podpisał zarządzenie w sprawie utworzenia getta w Warszawie. Ogłoszono je przez megafony uliczne 12 października. Wkrótce potem nastąpiła fala przesiedleń wewnątrz miasta, w wyniku których miejsce zamieszkania przymusowo zmieniło ok. 138 tys. Żydów i 113 tys. Polaków. Getto zostało zamknięte 16 listopada. Podwykonawcą odpowiedzialnym za budowę murów wokół getta było przedsiębiorstwo budowlane rodziny Lichtenbaumów, której jeden z członków, Marek Lichtenbaum, był również radcą Judenratu. Judenrat opłacił również całość prac związanych z budową murów, których koszt miał wynieść 1 309 559,71 złotych.
Po zmianie granic getta jesienią 1941 roku przebudowę murów nadzorowała Rada Żydowska. Zadanie to powierzono inż. Pożarykowi. Referat Techniczno-Budowlany Judenratu nadzorował również budowę mostów (kładek), które łączyły części getta rozdzielone „aryjskimi klinami”: nad ul. Mławską (luty 1941), nad ul. Przebieg (czerwiec 1941), nad ul. Żelazną (listopad 1941), oraz największego z nich – nad ul. Chłodną przy zbiegu z ul. Żelazną (grudzień 1941 – styczeń 1942).
Wraz z utworzeniem getta nie-żydowscy administratorzy nieruchomości opuścili jego teren. Administrowanie domami przejął w tej sytuacji nowo powołany Wydział ds. Zabezpieczonych Nieruchomości Judenratu. Wyznaczał on administratorów poszczególnych domów, a także rządców meldunkowych (podlegało im kilka domów) oraz komisarzy (podlegało im od 10 do 15 domów). Były to stanowiska uznawane za lukratywne, stąd proces ich rozdzielania wiązał się z licznymi nadużyciami. Część nieruchomości, położonych wzdłuż ul. Leszno i jej niektórych przecznic, przeszła pod zarząd niezależnego od Judenratu specjalnego pełnomocnika, którym był Abraham Gancwajch.
Po powstaniu getta warszawskiego utworzono podległą Judenratowi Służbę Porządkową, która latem 1942 roku zatrudniała około 2 tysięcy osób.
Jesienią 1940 roku utworzono Urząd do Walki z Lichwą i Spekulacją (zwany potocznie „Trzynastką”), będący jedyną instytucją w dzielnicy zamkniętej, która nie była podporządkowana Judenratowi. Szef urzędu, Abraham Gancwajch, wielokrotnie podejmował próby przejęcia władzy nad gettem. Prawdopodobnie rozważano mianowanie go wiceprzewodniczącym Judenratu, rozpowszechnianie w getcie pogłoski mówiły nawet o przejęciu przez niego kierownictwa Judenratu.
4 listopada 1940 roku do siedziby Judenratu wtargnęła grupa niemieckich żołnierzy, atakując wszystkich znajdujących się wewnątrz budynku. Adam Czerniaków został dotkliwie pobity, aresztowany i osadzony na Pawiaku, został jednak zwolniony następnego dnia.
W grudniu 1940 roku utworzono Zakład Zaopatrywania, który zajmował się sprowadzaniem do getta, a następnie magazynowaniem i rozdziałem artykułów kontyngentowych oraz reglamentowanych. Na jego czele stanął radca Abraham Gepner. We wrześniu 1941 roku Zakład Zaopatrywania uzyskał znaczny stopień niezależności od Judenratu, czego przejawem było nadanie mu osobnego statutu.
1 stycznia 1941 roku Judenrat przejął od polskiego Zarządu Miejskiego rozdzielanie kartek żywnościowych wśród mieszkańców dzielnicy zamkniętej. Utworzono w tym celu sześć Okręgowych Biur Rozdziału Kart Aprowizacyjnych. Kartki obłożono specjalnym podatkiem, który mieszkańcy getta musieli uiszczać, gdy odbierali je od rządcy meldunkowego. Składały się nań: opłata na rzecz Judenratu (2 zł), opłata na rzecz Zakładu Zaopatrywania (30 gr), opłata na rzecz prowadzącego meldunki (do 30 gr) a sporadycznie również opłaty specjalne (np. na wywózkę śmieci z getta). Najubożsi Żydzi byli zwolnieni z opłat. Z powodu licznych oszustw, do których dochodziło przy pobieraniu kart, latem 1941 roku Judenrat powołał Społeczną Komisję Kontroli Rozdziału Kart Aprowizacyjnych.
15 stycznia 1941 roku Judenrat przejął obsługę poczty na terenie getta. Niemiecka Poczta Wschód dostarczała paczki i listy do pocztowej stacji wymiennej, która miała swoją siedzibę przy ulicy Zamenhofa 19. W tym samym miejscu mieściło się Biuro Przyjmowania Przesyłek Pocztowych, którego kierownikiem był Nachum Jaszuński, a od lipca 1942 roku – Michał Merliński. W stacji wymiennej przesyłki były przejmowane przez listonoszy Rady Żydowskiej i przenoszone do Składnicy Pocztowej Dzielnicy Żydowskiej. Paczki były sortowane przy ulicy Ciepłej 20, a sortownia listów mieściła się przy ulicy Krochmalnej 32. W samym czerwcu 1941 roku poczta dostarczyła do mieszkańców getta ponad 113 tysięcy przesyłek, a w pierwszych sześciu miesiącach 1942 roku z getta wysyłano od 10 do 13 tysięcy listów miesięcznie. Całość wydatków związanych z funkcjonowaniem poczty w getcie była pokrywana przez Radę Żydowską. Z tego powodu wszystkie usługi pocztowe obciążono dodatkowymi opłatami. Poczta była objęta cenzurą, której biuro miało swoją siedzibę przy ulicy Grzybowskiej 27. Nadzór nad cenzurą sprawowali urzędnicy Judenratu oraz funkcjonariusze SD.
W styczniu 1941 roku powołano Wydział Przemysłowo-Handlowy, do którego zdań należało m.in. wydawanie kart rzemieślniczych oraz udzielanie koncesji i licencji na prowadzenie działalności gospodarczej w getcie. Wszystkich żydowskich rzemieślników przymusowo zrzeszono w Związku Rzemieślników Żydowskich. W następnym miesiącu utworzono Wydział Wytwórczości, który na polecenie Transferstelle zajął się organizowaniem dużych warsztatów, mających realizować zamówienia na rzecz Wehrmachtu.
Również w styczniu 1941 roku powołano Wydział Zażaleń i Kontroli Reklamacyjnej, którego przewodniczącym został Bernard Zundelewicz. Zadaniem wydziału było przyjmowanie i rozpatrywanie zażaleń składanych na działalność i decyzje organów Judenratu. Według „Gazety Żydowskiej” do czerwca 1941 roku wydział rozpatrzył 286 zażaleń.
Między styczniem a marcem 1941 roku do getta napłynęła kolejna fala wysiedleńców, tym razem z zachodniej części dystryktu warszawskiego, licząca blisko 50 tys. osób. Już w styczniu przy Judenracie powstał specjalny Referat dla Uchodźców. Jednocześnie Judenrat wspólnie z Żydowskim Komitetem Opiekuńczym Miejskim (ŻKOM) i Żydowskim Towarzystwem Opieki Społecznej (ŻTOS) powołały Komisję ds. Przesiedleńczych, której przewodniczącym był Stanisław Szereszewski. Rola Judenratu w niesieniu pomocy uchodźcom i wysiedleńcom była jednak – w porównaniu z działalnością organizacji społecznych – dość ograniczona. Jesienią 1941 roku Radzie Żydowskiej podlegało tylko 48 spośród 148 przeznaczonych dla nich schronisk. Sytuacja wysiedleńców, ograbionych z dobytku, zazwyczaj pozbawionych szans na zdobycie mieszkania i zatrudnienia w getcie, była – mimo wysiłków Judenratu i organizacji społecznych – dramatyczna. Wiosną 1941 roku w getcie wybuchła kolejna, tym razem znacznie większa, epidemia tyfusu.
1 stycznia 1941 roku w strukturach Judenratu powstał Wydział Zdrowia pod kierownictwem Izraela Milejkowskiego. W jego gestii znalazło się sześć ośrodków zdrowia, sześć aptek oraz sześć rejonów sanitarnych. 1 lutego tego samego roku, na polecenie władz niemieckich, w ramach Rady Żydowskiej powstało Biuro Inkasa dla Ubezpieczalni Społecznej, zajmujące się ściąganiem składek na ubezpieczenia społeczne; wypłaty świadczeń zostały jednak wcześniej zablokowane dla Żydów. W tym samym miesiącu w Wydziale Zdrowia oraz Wydziale Przemysłowo-Handlowym opracowano plan uruchomienia Instytutu Chemiczno-Bakteriologicznego w budynku Kasy Chorych przy ulicy Pańskiej 34. Z inicjatywą tą wyszła Zofia Sara Syrkin-Binsztejnowa. Instytut rozpoczął działalność w czerwcu 1941 roku (według innych źródeł – w lipcu). Jego dyrektorem mianowany został Mieczysław Centnerszwer. Do zadań instytutu należało badanie żywności w getcie, badanie nadesłanych próbek pod kątem zakażenia tyfusem oraz ocena działania szczepionek przeciwko tyfusowi. Przewodniczący Czerniaków przekazał na jego rzecz 5 tys. złotych, a także zarządził zbiórkę literatury fachowej.
W lutym 1941 roku powołano Biuro Rozrachunku Bankowego. Jego zadaniem było prowadzenie wszystkich operacji finansowych Judenratu i jego agend z podmiotami zewnętrznymi. W styczniu 1942 roku zostało ono przekształcone w Bank Spółdzielczy Dzielnicy Żydowskiej, a jego zadania rozszerzono m.in. o obsługę szopów. Na czele banku stała piętnastoosobowa rada, którą kierował radca Edward Kobryner.
Również w lutym 1941 roku Judenrat otrzymał od władz niemieckich wiadomość o konieczności dostarczanie 23 tysięcy robotników do obozów pracy na terenie dystryktu warszawskiego oraz 12 tysięcy do obozów w dystrykcie lubelskim. W ramach Judenratu powołano wówczas Komitet do Spraw Obozów Pracy, na którego czele stanął Gustaw Wielikowski. W jego skład weszło 3 członków Judenratu i 18 działaczy społecznych. Zadaniem Komitetu miało być dostarczenie kontyngentu robotników oraz przeprowadzenie szerokiej akcji pomocowej. Powołano w ramach niego 4 komisje: werbunkowo-reklamacyjną, finansową, pomocy obozowej oraz personalną. Pierwsze wysyłki przeprowadzono w kwietniu, ochotniczo do wyjazdu zgłosiło się wówczas 2000 mężczyzn, w większości przesiedleńców do getta, którzy planowali w ten sposób powrócić w rodzinne strony, gdyż ochotnikom przysługiwało prawo wyboru miejsca pracy. Ochotnicy trafić mieli do obozów w Łowiczu, Szymanowie, Garwolinie, Mordach, Żyrardowie, Skierniewicach i Sosnowie. W kolejnych dniach nie udało się jednak osiągnąć wyznaczonego kontyngentu, gdyż nie zgłaszali się już ani ochotnicy, ani osoby wyznaczone przymusowo. Władze niemieckie zagroziły, że w przypadku niedostarczenia przez Judenrat żądanego kontyngentu robotników, dostawy żywności do getta zostaną całkowicie wstrzymane, a dotychczasowe obozy pracy zostaną przekształcone w obozy karne o znacznie ostrzejszym rygorze. Aby uzyskać żądaną liczbę robotników, na ulicach getta organizowano łapanki. Początkowo wykorzystywano w tym celu policję niemiecką oraz granatową policję, później Żydowską Służbę Porządkową. Jej zaangażowanie w ten proceder ściągnęło na policjantów, a także na cały Judenrat, gwałtowną krytykę. Ofiarami łapanek padli m.in. interesanci przebywający na dziedzińcu budynku gminy. W maju ŻSP rozpoczęła przeprowadzanie łapanek, m.in. w punktach dla uchodźców. Według wspomnień świadków łapanki te całkowicie sparaliżowały życie w getcie od 14 maja, gdyż funkcjonariusze nie honorowali żadnych legitymacji, a całe bloki i ulice zostały przez nich zablokowane. W związku z tymi wydarzeniami delegacja policjantów udała się do Judenratu, oznajmiając, że nie chcą być wykorzystywani do organizacji łapanek. Według Ringelbluma kilku policjantów, którzy podczas łapanek wymuszali łapówki od Żydów, wysłano przymusowo do obozów. Oprócz łapanek robotników pozyskiwano również wysyłając do obozów Żydów przyłapanych na drobnych wykroczeniach. Obowiązkiem dostarczania robotników Judenrat planował także obarczyć Komitety Domowe.
1 kwietnia 1941 roku na mocy porozumienia Rady Żydowskiej z Izbą Aptekarską w Warszawie, Rada przejęła prowadzenie 12 aptek na terenie getta. W ramach Judenratu utworzono wówczas Wydział Aptek. Ustanowiono również Inspektorat Farmaceutyczny. Apteki przekazywały Wydziałowi Aptek cały swój utarg. Wydział był z kolei odpowiedzialny za ich zaopatrzenie, nie był jednak w stanie sprostać ogromnemu zapotrzebowaniu. Jednocześnie Judenrat nałożył na lekarstwa podatek w wysokości 40% ich cen, co znacząco ograniczało ich dostępność dla uboższych warstw ludności.
Aby zdobyć fundusze na działalność służby zdrowia, Judenrat wprowadził obowiązkowe składki i opłaty, których ściąganiem zajmował się utworzony w maju 1941 roku Wydział Szpitalnictwa. Między innymi, w kwietniu 1941 roku wprowadzono opłatę na rzecz walki z chorobami zakaźnymi, a we wrześniu – przymusową zbiórkę na rzecz szpitala. Środki te były jednak niewystarczające. W lipcu 1941 roku wybuchł na tym tle gwałtowny konflikt między Judenratem a personelem szpitala na Czystem, który domagał się wypłaty zaległych wynagrodzeń.
21 maja 1941 roku Adam Czerniaków i Gustaw Wielikowski – doradca ŻSS przy szefie dystryktu warszawskiego, zostali wezwani na rozmowę z gubernatorem Ludwigiem Fischerem oraz Heinzem Auerswaldem – nowo powołanym komisarzem ds. żydowskiej dzielnicy mieszkaniowej. Podczas rozmowy Niemcy zapewnili, że ich celem nie jest głodzenie Żydów i w związku z katastrofalną sytuacją w getcie żydowskie organizacje opiekuńcze otrzymają dodatkową żywność, a ich zadaniem będzie doprowadzenie do wydawania dziennie 120 tys. posiłków dla warszawskich Żydów. W tych okolicznościach zorganizowano Akcję Dożywiania Ludności. Za sprawy organizacyjne odpowiadała powołana w czerwcu 1941 roku Komisja Dyspozycyjna przy prezesie RŻ, w skład której weszli Gustaw Wielikowski (przewodniczący, nowo powołany przewodniczący Wydziału Opieki Społecznej), Henryk Rottenberg (kierownik techniczny), Abraham Gepner i Stanisław Szereszewski, podczas gdy całość prac nadzorował Auerswald. Akcja Dożywiania wiązała się z ujednoliceniem i przejściem pod kontrolę Judenratu kuchni ludowych, które działały dotąd pod patronatem rozmaitych środowisk i organizacji społecznych. Od czerwca do sierpnia 1941 roku do getta dostarczano miesięcznie 500 ton owsa, 50 ton cukru i 8 ton oleju rzepakowego, które trafiać miały do placówek opieki społecznej. Akcja doprowadziła do gwałtownego wzrostu liczby posiłków wydawanych w kuchniach ludowych, dzięki niej otwarto również szereg kuchni, w tym przeznaczonych dla urzędników, policjantów i robotników. W sierpniu do getta dostarczono jedynie owies, we wrześniu dostaw nie zrealizowano. Wielikowski udał się do Krakowa z listami polecającymi od Auerswalda, podejmując próby interwencji w rządzie Generalnego Gubernatorstwa, nie przyniosło to jednak skutków. Ostatecznie we wrześniu Niemcy wycofali się z Akcji Dożywiania Ludności, co miało prawdopodobnie związek z zapadającymi w tym okresie decyzjami w sprawie „ostatecznego rozwiązania kwestii żydowskiej”. W październiku wydano już tylko 100 tys. posiłków, a w listopadzie – 87 tys. Na początku 1942 roku, celem zapewnienia finansowania kuchniom ludowym, Judenrat wprowadził podatek konsumpcyjny od artykułów kontyngentowych. Niemniej liczba wydawanych posiłków nigdy nie wróciła do poziomu z lata 1941 roku. W dodatku ich ceny dwukrotnie wzrosły, a jakość dramatycznie spadła.
W obliczu panującego w getcie głodu Judenrat podjął próbę ukrócenia ostentacyjnej konsumpcji. W kwietniu 1942 roku na polecenie Czerniakowa funkcjonariusze ŻSP dokonali „nalotu” na sklepy, na których wystawach umieszczono luksusowe artykuły żywnościowe. Niedługo później dokonano podobnej rekwizycji w restauracjach uczęszczanych przez gettowych prominentów. Zarekwirowane artykuły spożywcze Czerniaków kazał przekazać do sierocińców i przytułków lub rozdać dzieciom ulicy.
Na początku 1940 roku Żydom zakazano publicznego sprawowania kultu religijnego. Jesienią tego samego roku Niemcy odkryli, że w dzielnicy żydowskiej funkcjonują nielegalne domy modlitwy, na skutek czego przewodniczący Czerniaków otrzymał od nich reprymendę. W kwietniu 1941 roku restrykcje wymierzone w religię żydowską zostały jednak częściowo zniesione. Działając na zarządzenie władz niemieckich Judenrat ustanowił sobotę oficjalnym dniem odpoczynku w getcie. 1 czerwca tegoż roku z udziałem Czerniakowa uroczyście otwarto Wielką Synagogę przy ul. Tłomackie. Z czasem otwarto też dwie kolejne synagogi i pięć mykw. W sierpniu 1941 roku reaktywowano Wydział Spraw Religijnych i Rabinat przy Judenracie, co pozwoliło ująć życie religijne w getcie w jawne ramy instytucjonalne. Wydział Spraw Religijnych przejął kompetencje Wydziału Spraw Metrykalnych, zajmując się m.in. małżeństwami, rozwodami oraz wydawaniem zaświadczeń o śmierci lub zaginięciu.
W czerwcu 1941 roku Judenrat otrzymał polecenie utworzenia w getcie aresztu. Niemiecki rozkaz przekazał radzie major Policji Polskiej Franciszek Przymusiński. W konsekwencji Judenrat utworzył Areszt Centralny przy ulicy Gęsiej. Jego kierownikiem został Leopold Lindenfeld, a załogę stanowili funkcjonariusze ŻSP. W więzieniu osadzano przestępców, którzy popełnili przestępstwa na terenie getta, ale także inne osoby, które weszły w konflikt z ŻSP.
W czerwcu 1941 roku w Judenracie zatrudnionych było 3788 osób.
15 sierpnia 1941 roku Wydział Przemysłowo-Handlowy utworzył spółkę z ograniczoną odpowiedzialnością – Towarzystwo Dostaw Wyrobów Przemysłu Żydowskiego (TODOS), której udziałowcami były Związek Kupców i Związek Rzemieślników. Przejęła ona warsztaty Wydziału Przemysłowo-Handlowego, koncentrując się na współpracy z chałupnikami i drobnymi rzemieślnikami. Następnego dnia Judenrat utworzył spółkę „Wytwórczość Żydowska”, która przejęła z kolei zakłady pracy prowadzone przez Wydział Wytwórczości. Następnie spółka ta została przejęta przez niemieckiego przedsiębiorcę, Waltera Caspara Többensa. W listopadzie 1941 roku w pomieszczeniach Wydziału Przemysłowo-Handlowego otwarto „Wzorownię Produkcji Żydowskiej”, w której prezentowano możliwości produkcyjne getta. Posiadała ona około 400 eksponatów. W celu rozwoju szopów prowadzonych przez RŻ, radca Chil Rozen postulował m.in. cofnięcie zezwoleń na prowadzenie w getcie warsztatów rzemieślniczych, aby zmusić rzemieślników do zatrudnienia się w szopach. W lipcu 1942 roku szopy otwarto także w Areszcie Centralnym, w praktyce przekształcając go w obóz pracy. Działanie to miało jednak znaczenie głównie propagandowe.
Na przełomie sierpnia i września 1941 roku przy Wydziale Zdrowia Judenratu powstał organ doradczy: Centralna Rada Zdrowia. Jej przewodniczącym został Ludwik Hirszfeld. Ponieważ był on Żydem-konwertytą, nominacja ta wzbudziła w środowisku lekarskim duże kontrowersje, chociaż część lekarzy pracujących wcześniej w strukturach Judenratu przyjęła ją z entuzjazmem. Głównym zadaniem Centralnej Rady Zdrowia była koordynacja wysiłków na rzecz walki z epidemią tyfusu.
5 września 1941 roku, po długotrwałych zabiegach, Judenrat uzyskał zgodę władz niemieckich na uruchomienie w getcie szkół powszechnych. W tym samym miesiącu w jego strukturach powołano Wydział Szkolny. Zajął się on organizowaniem jawnych szkół powszechnych, przejął również kompetencje Wydziału Przeszkolenia Zawodowego. W ramach wydziału działało kilkanaście szkół powszechnych z językami wykładowymi jidysz, hebrajskim i polskim. Reaktywowano również zawieszoną w listopadzie 1940 roku Komisję Szkolną, która wznowiła prace nad wytycznymi programowymi dla szkół w getcie. Wydatki Judenratu związane z funkcjonowaniem szkolnictwa wynosiły 40 tys. złotych miesięcznie, a od maja 1942 roku – 60 tys. złotych miesięcznie. Środki te wykorzystywano m.in. na dożywianie uczniów. Czerniaków, w młodości nauczyciel, mocno angażował się w sprawy edukacji w getcie. Na jego polecenie na zakończenie roku szkolnego 1941/42 dzieciom wydano dodatkowe porcje żywności.
Przewodniczący Czerniaków starał się w miarę możliwości pomagać zamkniętym w getcie artystom i intelektualistom, najczęściej poprzez składanie u nich zamówień na konkretne prace. Między innymi, zamówił u Romana Kramsztyka swój portret, a u Józefa Śliwniaka – witraże, które umieszczono następnie w jego gabinecie oraz w sali recepcyjnej Judenratu. Wiosną 1941 roku Rada Żydowska uzyskała zgodę władz niemieckich na otwarcie w getcie księgarń, czytelni i wypożyczalni książek. W maju tegoż roku uzyskała także koncesję na uruchomienie dwóch kin, do czego jednak ostatecznie nie doszło (zapewne ze względu na fakt, iż w salach kinowych urządzono schroniska dla uchodźców i wysiedleńców). Czerniaków został honorowym prezesem, a jego żona – przewodniczącą patronatu nad Żydowską Orkiestrą Symfoniczną.
Judenrat starał się animować życie kulturalne w getcie, niekiedy współpracując, a niekiedy rywalizując z organizacjami społecznymi. W październiku 1941 roku w jego strukturach powołano Wydział Kultury i Sztuki. Wkrótce Niemcy zarządzili przekazanie Judenratowi całkowitej kontroli nad życiem kulturalnym w getcie. W styczniu 1942 roku (według innych źródeł – w kwietniu) przy Radzie Żydowskiej powstał Referat Widowiskowy. Przejął on kompetencje Centralnej Komisji Imprezowej, pozostającej wcześniej w strukturach Żydowskiego Towarzystwa Opieki Społecznej. Teoretycznie działalność prowadzić mogły tylko te teatry i lokale, które zostały zarejestrowane w Referacie Widowiskowym. Do jego kompetencji należało także zatwierdzanie programów przedstawień i widowisk, aczkolwiek wpływ tych zarządzeń na nieoficjalne życie kulturalne getta był zapewne ograniczony.
26 listopada 1941 roku zainaugurowano drugą Akcję Pomocy Zimowej, prowadzoną wspólnie przez Judenrat, ŻKOM, ŻTOS i CENTOS. Była to druga edycja akcji zorganizowanej wcześniej w styczniu tego samego roku. Jej celami było m.in. zebranie pieniędzy na zakup odzieży, wyprodukowanie obuwia na drewnianych podeszwach, uruchomienie kuchni specjalnej oraz pijalni kawy. Zbiórki i akcje prowadzone były przez komitety domowe, przez nie odbywał się również podział pomocy. Podczas akcji, w grudniu 1941 roku, między najuboższe rodziny w getcie rozdzielono około 40 ton ziemniaków; rozdzielono również około 1500 par butów oraz otwarto dwie kuchnie ludowe i pijalnie kawy, które miały cieszyć się dużą frekwencją. 4 lutego 1942 roku otwarto również pogotowie opiekuńcze dla dzieci, którym groziło zamarznięcie. W ramach całej akcji zebrano 6000 sztuk odzieży, 2500 par butów oraz 628 821 złotych. Zorganizowano również liczne wydarzenia kulturalne i charytatywne.
Od grudnia 1941 roku Rada Żydowska zajmowała się egzekucją podatków państwowych. Na przełomie grudnia 1941 i stycznia 1942 roku Judenrat został zmuszony przez władze do przeprowadzenia tzw. akcji futrzanej, czyli rekwizycji futer należących do Żydów na rzecz niemieckich żołnierzy walczących na froncie wschodnim. 9 stycznia 1942 roku przeprowadzono także drugą akcję futrzaną, której celem było dostarczenie władzom niemieckim 1500 kożuchów w zamian za uwolnienie z Aresztu Centralnego żydowskich więźniów. W zamian za przekazane futra w marcu z aresztu zwolniono łącznie 411 osób.
Po zamknięciu getta w listopadzie 1940 roku prawdopodobnie przejściowo wstrzymano wywózkę śmieci z jego terenu. W pierwszych miesiącach 1941 roku Judenrat ogłosił przetarg na wywózkę śmieci z getta, który zwyciężyła firma St. Heymann i S-ka (najprawdopodobniej związana z „Trzynastką”). W praktyce pracownicy spółki zajmowali się głównie szmuglem, na skutek czego śmieci i nieczystości tygodniami, a nawet miesiącami zalegały getto. Ostatecznie na początku 1942 roku przewodniczący Czerniaków powierzył zadanie uprzątania getta Działowi Śmieci, który funkcjonował w ramach Wydziału Nieruchomości. W marcu tego samego roku Wydział Zdrowia opracował regulamin sanitarno-porządkowy, który zobowiązywał administratorów domów i mieszkańców do zachowania czystości. Tej wiosny nadzór nad wywózką śmieci i Przedsiębiorstwem Wywózki Śmieci St. Heymann i S-ka (przekształconym w szop) przejął Wydział Zabezpieczonych Nieruchomości Judenratu. 1 czerwca 1942 roku Rada Żydowska oficjalnie przejęła od polskiego Zarządu Miasta zadanie oczyszczania getta.
W lutym 1942 roku grupa żydowskich lekarzy w tajemnicy przed Niemcami rozpoczęła badania nad chorobą głodową w getcie warszawskim. Pomysłodawcą tego projektu był przewodniczący Wydziału Zdrowia Izrael Milejkowski. Osobisty patronat objęli nad nim przewodniczący Judenratu Adam Czeniaków oraz przewodniczący Zakładu Zaopatrywania Abraham Gepner.
W kwietniu 1942 roku do getta warszawskiego przesiedlono około 4 tys. Żydów niemieckich. Judenrat starał się znaleźć dla nich zakwaterowanie. Niektórzy mieszkańcy getta krytycznie oceniali te działania, uważając, że RŻ okazuje Żydom niemieckim większą troskę niż innym potrzebującym.
12 kwietnia 1942 roku pod patronatem Rady Żydowskiej uruchomiono Zakład Kształcenia Nauczycieli, nazywany także Pedagogium. Były to kursy dla nauczycieli zorganizowane w getcie (trzymiesięczne kursy dokształcające dla aktywnych nauczycieli oraz roczne kursy dla absolwentów gimnazjów, liceów i seminariów nauczycielskich). W kręgach osób związanych z organizacją Tkuma Pedagogium traktowane było jako reaktywacja Instytutu Nauk Judaistycznych. W ramach Pedagogium działały dwa wydziały: przyrodniczo-matematyczny (kierownik Bruno Winawer) oraz judaistyczno-pedagogiczny (kierownik Edmund Stein). Na kursach wykładali m.in. Majer Bałaban, Emanuel Ringelblum, Ignacy Schiper, Eliezer Lipe Bloch, Natan Eck, Meir Tauber, Estera Markin, Hillel Seidman i Szymon Rundstein. Chaim Aron Kapłan zarzucał kierownictwu Pedagogium niekompetencję oraz pozerstwo. Nauka na wydziale judaistycznym nie cieszyła się z kolei dużym zainteresowaniem, gdyż zdobyte tam kwalifikacje były bezużyteczne przy szukaniu pracy zarobkowej w getcie, a jego wykładowcy nie cieszyli się dużym zaufaniem.
W nocy z 17 na 18 kwietnia 1942 roku funkcjonariusze Gestapo zamordowali na ulicach getta 52 osoby. W reakcji na te wydarzenia przewodniczący Czerniaków bezskutecznie zażądał od Maurycego Orzecha i Emanuela Ringelbluma wstrzymania kolportażu podziemnej prasy. Ponadto na jego polecenie ŻSP wydała komunikat, który informował, że niemiecka akcja „miała charakter sporadyczny w celu ukarania tych osób, które zajmowały się nie swoimi sprawami”; wzywał również ludność do zachowania spokoju.
Wiosną 1942 roku w różnych punktach getta Judenrat przystąpił do organizowania ogródków (placów zabaw) dla dzieci. Przewodniczący Czerniaków dokładał wysiłków, aby ich otwieraniu towarzyszyła szczególnie uroczysta oprawa.
Według danych zawartych w artykule opublikowanym w „Gazecie Żydowskiej” 3 czerwca 1942 roku, w strukturach Judenratu pracowało w tym czasie 4,6 tys. osób, z czego 2,6 tys. w publicznej służbie zdrowia. Dodatkowo instytucje gospodarcze RŻ miały zatrudniać 600 osób, a Żydowska Służba Porządkowa – 2 tys. osób.

#### Od „Wielkiej Akcji” do powstania w getcie

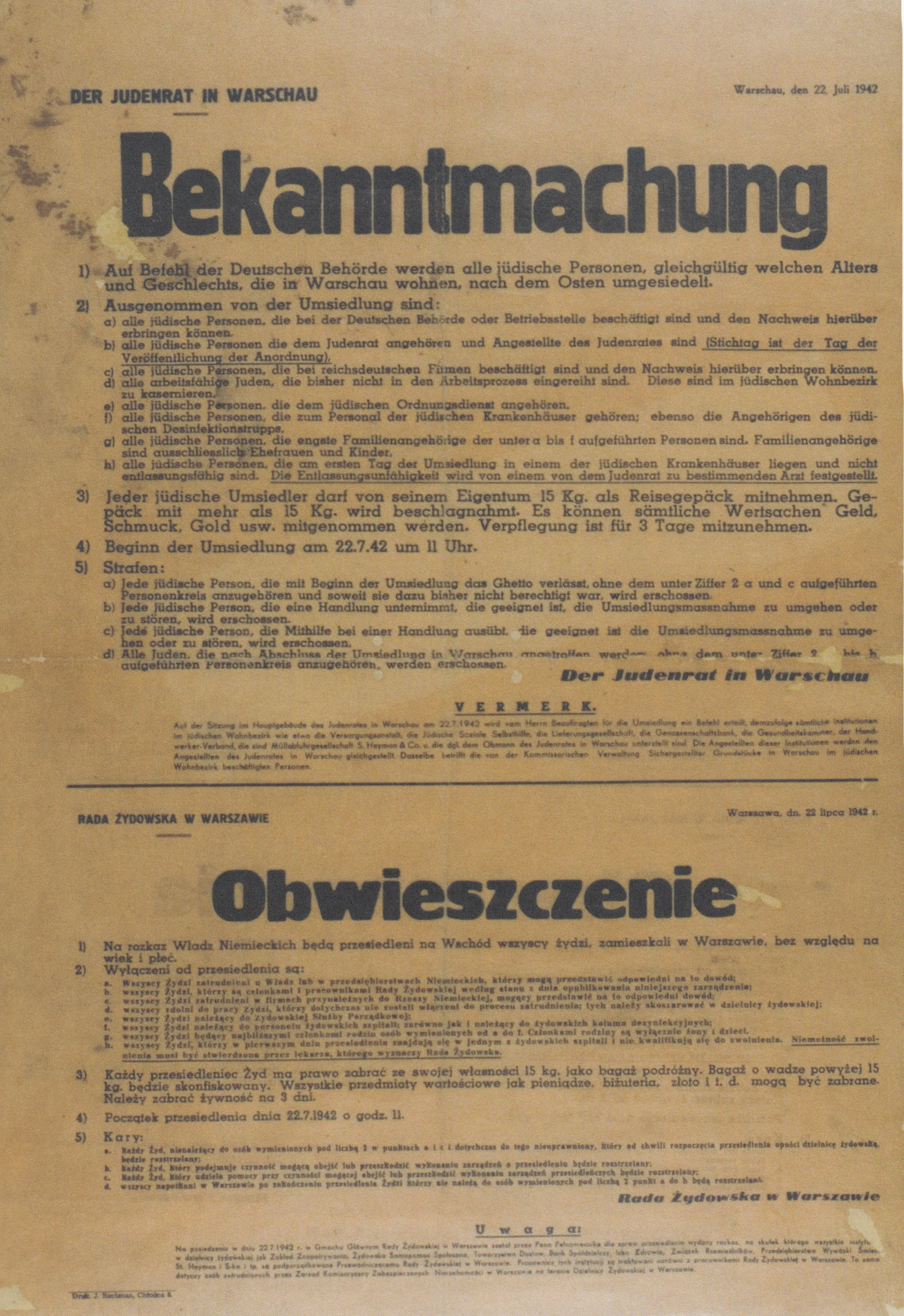
Obwieszczenie warszawskiego Judenratu z 22 lipca 1942 roku, wydane na rozkaz Niemców, ogłaszające rozpoczęcie „przesiedlenia na Wschód”

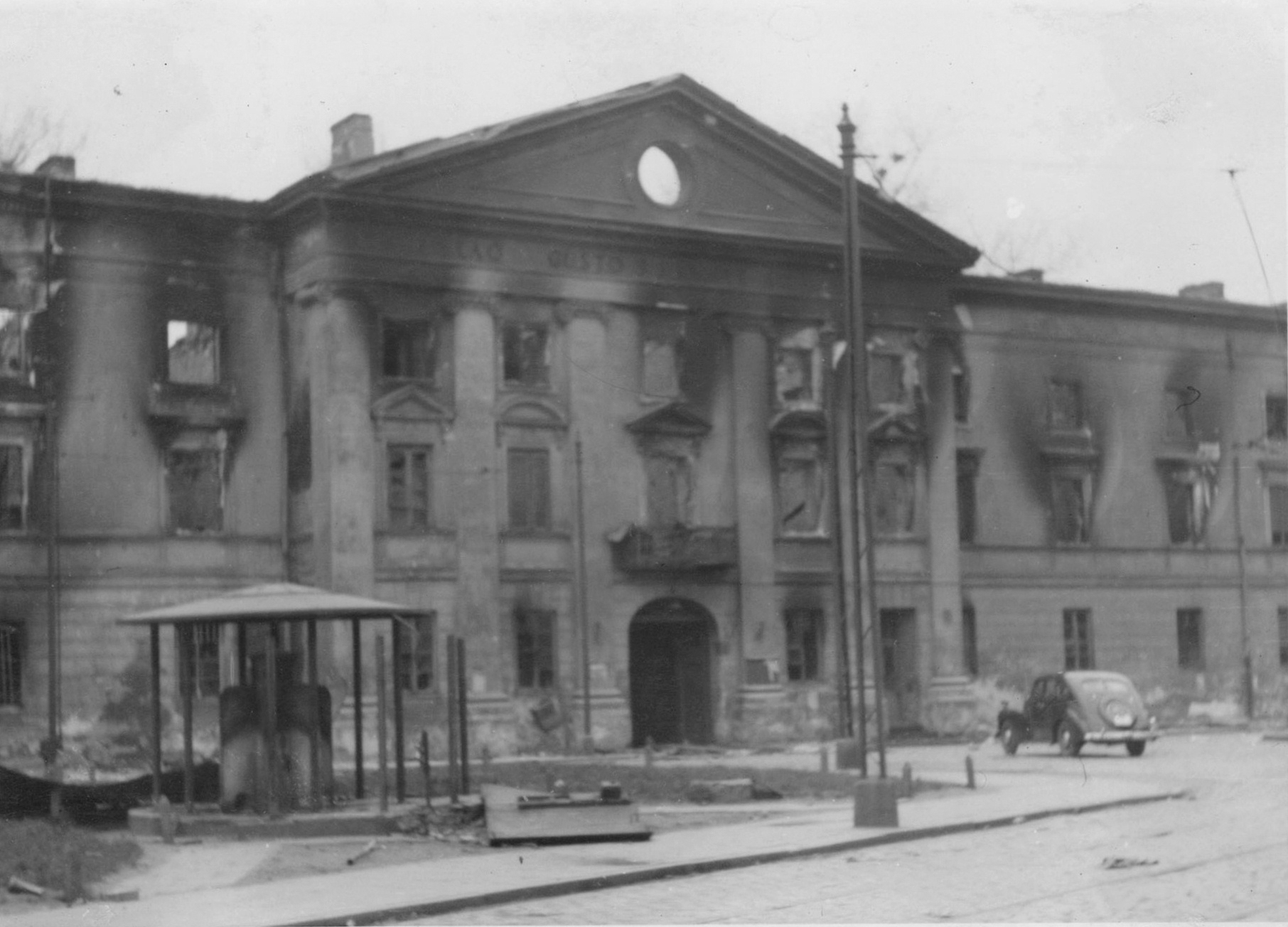
Gmach Koszar Wołyńskich, siedziba Rady Żydowskiej od sierpnia 1942 roku do powstania w getcie. Zdjęcie wykonane w czasie powstania

22 lipca 1942 roku Niemcy rozpoczęli wielką akcję deportacyjną w getcie warszawskim. Tego dnia z Umschlagplatzu odjechał pierwszy transport do obozu zagłady w Treblince. Judenrat zobowiązano do poinformowania ludności o planowanym „wysiedleniu”, a także za dostarczenie na Umschlagplatz codziennie 6 tys. osób. Organem wykonawczym odpowiedzialnym za przeprowadzenie deportacji uczyniono Żydowską Służbę Porządkową. Niektórych radców, w tym Abrahama Gepnera zatrzymano w charakterze zakładników. Czerniakowowi i pozostałym radcom zapowiedziano, że sabotowanie niemieckich zarządzeń będzie karane śmiercią. Jednocześnie przybyły z Lublina szef „sztabu wysiedleńczego”, SS-Hauptsturmführer Hermann Höfle zagroził przewodniczącemu Judenratu, że jego żona zostanie rozstrzelana „jeśli wysiedlenie się nie uda”. Ponieważ Czerniaków odmówił podpisania obwieszczenia o „wysiedleniu”, zostało ono – po raz pierwszy w historii RŻ – sygnowane nie jego nazwiskiem, lecz anonimowym podpisem „Rada Żydowska”.
Na mocy wspomnianego zarządzenia zwolnieni z deportacji zostali m.in. wszyscy członkowie i pracownicy Judenratu oraz ich żony i dzieci. Czerniaków usiłował poszerzyć kategorię osób wyłączonych z deportacji, a Höfle – być może chcąc uśpić jego podejrzenia – okazał się pozornie skłonny do ustępstw. W konsekwencji przewodniczącemu Judenratu podporządkowano wszystkie instytucje dotychczas niezależne od RŻ: Zakład Zaopatrywania, Żydowską Samopomoc Społeczną, Towarzystwo Dostaw Wyrobów Przemysłu Żydowskiego, Bank Spółdzielczy Dzielnicy Żydowskiej, Izbę Zdrowia, Związek Rzemieślników Żydowskich, Przedsiębiorstwo Wywózki Śmieci St. Heymann i S-ka itp. Ich pracownicy uzyskali status równy pracownikom RŻ.
23 lipca, na wieść, że kategoria osób przeznaczonych do deportacji zostanie poszerzona i obejmie również dzieci z sierocińców, Czerniaków popełnił samobójstwo. Nowym przewodniczącym Judenratu został mianowany jego dotychczasowy zastępca, Marek Lichtenbaum. Okazywał on Niemcom całkowitą uległość. 9 sierpnia, w związku z likwidacją tzw. małego getta, siedziba RŻ została przeniesiona z ul. Grzybowskiej 26/28 na ul. Zamenhofa 19, do gmachu Koszar Wołyńskich.
Począwszy od 23 lipca pewną liczbę pracowników Judenratu zaangażowano do udziału w akcji deportacyjnej. Otrzymali oni białe opaski z napisem „Judenrat in Warschau – Umsiedlungsaktion”. Wspólnie z funkcjonariuszami Żydowskiej Służby Porządkowej oraz członkami tzw. Żydowskiego Pogotowia Ratunkowego (dawnej agendy „Trzynastki”) brali oni udział w „blokadach”, podczas których wyłapywano Żydów i odprowadzano ich na Umschlagplatz. Niektórzy urzędnicy zostali także oddelegowani do pomocy funkcjonariuszom ŻSP na Umschlagplatzu.
Gwarancje bezpieczeństwa, które otrzymali pracownicy Judenratu i ich rodziny, okazały się pozorne. 9 sierpnia Niemcy zobowiązali RŻ do redukcji zatrudnienia o 50% i dostarczenia do godziny 12:00 następnego dnia – celem deportacji do Treblinki – 7 tys. osób spośród pracowników i ich rodzin. 16, 25 i 27 sierpnia miały miejsce „blokady” i „selekcje” w siedzibie Judenratu, w których wyniku wielu urzędników zostało zabranych na Umschlagplatz i wywiezionych do Treblinki. W rezultacie spośród 9030 pracowników, których Judenrat zatrudniał w lipcu 1942 roku, po zakończeniu „Wielkiej Akcji” pozostało 2527. W międzyczasie, 15 sierpnia, przyjęto uproszczony schemat organizacyjny Rady Żydowskiej, w której pozostawiono 15 wydziałów.
W nocy z 5 na 6 września Judenrat otrzymał polecenie rozplakatowania w getcie obwieszczenia wzywającego wszystkich Żydów znajdujących się na terenie tzw. dużego getta do stawienia się 6 września na obszarze między ulicami Smoczą, Gęsią, Zamenhofa, Szczęśliwą oraz placem Parysowskim. Poszczególnym grupom wyznaczono różne punkty zborne, następnie przeprowadzono trwającą dwa dni rejestrację. Niemcy zdecydowali, że w getcie może pozostać tylko 32 tys. Żydów. Kierownicy przedsiębiorstw i instytucji otrzymali 32 tys. „numerków na życie”, które musieli rozdysponować pomiędzy swoimi pracownikami. Pozostali Żydzi mieli zostać wywiezieni na śmierć do Treblinki. W czasie tych wydarzeń, które do historii getta przeszły jako „kocioł na Miłej”, Judenratowi przyznano 2 tys. „numerków na życie”, z czego 500 przypadło funkcjonariuszom ŻSP.
Funkcjonariuszy ŻSP i ich rodziny, którzy nie otrzymali „numerków na życie”, podzielono na dwie grupy i osadzono wraz z rodzinami w tzw. blokach policyjnych przy ulicach Lubeckiego i Ostrowskiej. Mieszkańców tego pierwszego wkrótce wywieziono do Treblinki. 21 września miała natomiast miejsce blokada w „bloku policyjnym” przy ul. Ostrowskiej. Jeszcze tego samego dnia z Umschlagplatzu odjechał ostatni w czasie „Wielkiej Akcji” transport do Treblinki, w którym znalazło się 2196 osób, w tym rodziny zredukowanych funkcjonariuszy (ich samych wywieziono nieco później do obozu koncentracyjnego na Majdanku. 24 września SS-Untersturmführer Karl Georg Brandt oficjalnie poinformował Judenrat, że „wysiedlenie” dobiegło końca.
Po zakończeniu „Wielkiej Akcji” getto w zasadzie przestało pełnić funkcję dzielnicy mieszkalnej, stając się wielkim obozem pracy. Judenrat i ŻSP zostały pozbawione przez Niemców jakichkolwiek istotnych kompetencji. Całkowicie utraciły także autorytet wśród ludności żydowskiej. Jurysdykcja Judenratu ograniczała się w tym czasie zasadniczo do głównej części dzielnicy („getto centralne”), gdyż szopy posiadały własną administrację. Wiele wydziałów de facto zaprzestało działalności. Aby uzasadnić dalsze istnienie Judenratu, urzędnikom często powierzano przypadkowe i dorywcze prace. Niemniej Niemcom zależało na stworzeniu w getcie pozorów normalności. Z tego powodu pod koniec października lub na początku listopada 1942 roku przewodniczący Lichtenbaum został wezwany na rozmowę z dowódcą SS i policji w dystrykcie warszawskim SS-Oberführerem, Ferdinandem von Sammern-Frankeneggiem. Był to pierwszy przypadek w historii RŻ, gdy jej przewodniczący odbył spotkanie z tak wysokiej rangi nazistowskim dygnitarzem. W listopadzie 1942 roku Judenrat zatrudniał około 3 tys. osób, w grudniu tego samego roku ŻSP zatrudniała 240 funkcjonariuszy.
18–21 stycznia 1943 roku w getcie miała miejsce tzw. akcja styczniowa. Co najmniej dziewięciu członków Judenratu zostało wtedy zastrzelonych lub wywiezionych do Treblinki.
Od tego momentu działalność RŻ praktycznie ustała. Lichtenbaum w rozmowach z Niemcami przyznawał, że nie ma już żadnego wpływu na sytuację w getcie, gdyż realną władzę przejęła w nim Żydowska Organizacja Bojowa. Niemniej nieliczne wydziały Judenratu funkcjonowały do wybuchu powstania w getcie. RŻ zajmowała się w tym okresie niemal wyłącznie sprawami związanymi z aprowizacją.
19 kwietnia 1943 roku Niemcy przystąpili do ostatecznej likwidacji getta, na co żydowski ruch oporu odpowiedział zbrojnym powstaniem. W momencie rozpoczęcia niemieckiej „akcji” przewodniczący Lichtenbaum wraz z kilkoma innymi radcami: Gustawem Wielikowskim, Stanisławem Szereszewskim i Abrahamem Sztolcmanem, został osadzony w charakterze zakładnika w tzw. Befehlstelle przy ul. Żelaznej 103. Cztery dni później zaprowadzono ich na Umschlagplatz, gdzie zostali rozstrzelani, a ich zwłoki wyrzucono na śmietnik. Radca Abraham Gepner podczas powstania ukrywał się wraz ze swoją rodziną, na początku maja 1943 roku został jednak schwytany przez Niemców na terenie getta i rozstrzelany. Na terenie getta zostali również zamordowani radcy Eliasz Kobryner, Baruch Wolf Rozenthal i Szmuel Winter, natomiast radców Szymona Sztokhammera i Leopolda Kupczykiera wywieziono do obozu koncentracyjnego na Majdanku. Żaden członek rady nie przeżył wojny.
Kierownikiem archiwum Judenratu był Hillel Seidman. Większość dokumentów przechowywanych w archiwum została zniszczona; część została później przejęta przez Centralną Żydowską Komisję Historyczną, a następnie Żydowski Instytut Historyczny. Część dokumentów trafiła do Archiwum Ringelbluma oraz Archiwum Państwowego w Warszawie.

## Struktura

### Struktura do 1942 roku
Początkowo przy warszawskim Judenracie funkcjonowały komisje, które zajmowały się różnymi zadaniami: Personalna, Prawna, Gospodarcza, Opieki Socjalnej, Cmentarna, Finansowa, ds. Batalionu Pracy, ds. Szpitalnictwa, Emigracyjna i Rewizyjna.
Z czasem w strukturze Judenratu zaczęły funkcjonować wydziały, początkowo jako organy wykonawcze wspomnianych komisji. Na czele każdego z wydziałów stał przewodniczący – zazwyczaj jeden z radców Judenratu. Ich bieżącą pracą zarządzali natomiast kierownicy. W 1941 roku w ramach RŻ działało prawie 30 wydziałów. Po reorganizacji RŻ w maju tego samego roku w jej strukturze funkcjonowało 26 wydziałów.
Warszawski Judenrat nie miał stałej struktury. W okresie jego istnienia niektóre wydziały zostały zlikwidowane, inne zmieniły nazwę, strukturę i zadania, tworzono także nowe wydziały. Maria Ferenc wymienia następujące wydziały, które funkcjonowały do „Wielkiej Akcji” w lipcu 1942 roku:
- Sekretariat Generalny, ul. Grzybowska 26/28 – kierownicy sekretariatu: Szmul Horensztein, Michał Król, Zygmunt Warman[245]
- Wydział I Ogólny, ul. Grzybowska 26/28 – przewodniczący Marek Lichtenbaum
- Wydział II Finansowo-Budżetowy, ul. Grzybowska 26/28 – przewodniczący Jakub Berman (zm. grudzień 1941), następnie Stanisław Szereszewski
- Wydział III Składek i Danin, ul. Grzybowska 26/28 – przewodniczący prawdopodobnie Jakub Berman
- Wydział IV Cmentarny, ul. Grzybowska 26/28 – przewodniczący Meszulam Kaminer (zm. październik 1941), następnie Zygmunt Hurwicz
- Wydział V Prawny, ul. Grzybowska 27 – przewodniczący Gustaw Wielikowski
- Wydział VI Opieki Społecznej, ul. Grzybowska 27 – przewodniczący Łazarz Kamień (zm. styczeń 1941), następnie Meszulam Kaminer (zm. październik 1941), Gustaw Wielikowski
- Wydział VII Gospodarczy, ul. Grzybowska 26/28 – przewodniczący Marek Lichtenbaum
- Wydział VIII Szpitalnictwa, ul. Ceglana 7 – przewodniczący Izrael Milejkowski
- Wydział IX Pracy, ul. Leszno 84 – przewodniczący Bolesław Rozensztadt, następnie Chil Rozen
- Wydział X Kontroli, ul. Grzybowska 26/28 – pracami kierował Majer Brill, następnie Józef Cukier i inż. Lewitas
- Wydział XI Kształcenia Rzemieślniczego (od maja 1941 roku Wydział Kształcenia Zawodowego) – pracami kierował Leon Fajgenbaum. We wrześniu 1941 roku wszedł w skład Wydziału Szkolnego[34]
- Wydział XII Ewidencji Ludności, ul. Ceglana 7, następnie mieścił się pod adresami: ul. Mariańska 1, ul. Leszno 15, ul. Kurza 9, ul. Franciszkańska 30 – przewodniczący Abraham (Alfred) Sztolcman
- Wydział XIII Statystyczny, ul. Leszno 84 – przewodniczący Józef Jaszuński
- Wydział XIV Spraw Metrykalnych – pracami kierował Majer Bałaban
- Wydział XV Zdrowia, ul. Leszno 58 – przewodniczący Izrael Milejkowski
- Wydział XVI Opłat na Rzecz Szpitalnictwa, ul. Ceglana 7 – przewodniczący Edward Kobryner
- Wydział XVII Służby Porządkowej, ul. Grzybowska 26/28, następnie: ul. Prosta 12 (od września 1941 do stycznia 1941 roku), ul. Krochmalna 42 (od stycznia 1941 do wiosny 1942 roku), ul. Ogrodowa 17 – przewodniczący Leopold Kupczykier, od grudnia 1940 roku: Bernard Zundelewicz; kierownik Józef Szeryński[34]
- Wydział XVIII Przemysłowo-Handlowy (od lutego 1942: Wydział Przemysłowy i Inspekcji Handlowej)[34], ul. Leszno 14 – przewodniczący Kazimierz Rechthand
- Wydział XIX Nieruchomości i Urządzeń Użyteczności Publicznej (ul. Grzybowska 27 oraz ul. Kurza 9) – kierownik J. Gotlieb, następnie Leon Perl
- Wydział XX Poczty, ul. Leszno 15, od stycznia 1941 roku ul. Zamenhofa 19 – przewodniczący Beniamin Zabłudowski (do stycznia 1942), następnie Natan Grodzieński
- Wydział XXI Kwaterunkowy (pierwotnie Biuro Kwaterunkowe), ul. Elektoralna 5, od grudnia 1941 roku ul. Nowolipie 80 – przewodniczący Beniamin Zabłudowski, następnie Tadeusz Bart i Ignacy Baumberg
- Wydział XXII Akcji Doraźnych/Biuro Akcji Doraźnych, ul. Krochmalna 32 – przewodniczący Gustaw Wielikowski
- Wydział XXIII Biuro Inkasa dla Ubezpieczalni Społecznej, ul. Mariańska 1/ul. Pańska 34 – przewodniczący Aleksander Fogiel[246]
- Wydział XXIV Zażaleń i Kontroli Reklamacyjnej/Wydział Zażaleń przy Komisji Reklamacyjnej RŻ, ul. Grzybowska 27 – przewodniczący Bernard Zundelewicz
- Wydział XXV Wytwórczości/Komisja Wytwórczości, ul. Nowolipie 18, następnie ul. Prosta 14/16, Leszno 14 – przewodniczący Józef Jaszuński. Jesienią 1941 roku przekształcony w spółkę „Wytwórczość Żydowska”[34]
- Wydział Aptek, ul. Elektoralna 14, następnie ul. Leszno 30 – przewodniczący Rachmil Henryk Glücksberg
- Wydział Spraw Religijnych – przewodniczący Meszulam Kaminer (do października 1941), następnie Zygmunt Hurwicz[247]
- Wydział Więziennictwa, ul. Grzybowska 26 – kierownik Kaczko[248]. Utworzony latem 1941 roku[34]
- Wydział Szkolny, ul. Grzybowska 2 – przewodniczący Abraham Wolfowicz[249]. Utworzony we wrześniu 1941 roku[34]
- Wydział Opałowy, ul. Leszno 14 – przewodniczący Beniamin Zabłudowski, następnie Chil Rozen[250]
- Wydział Kultury i Sztuki – kierownik Edmund Stein. O jego utworzeniu poinformowano w grudniu 1941 roku na łamach „Gazety Żydowskiej”. W rzeczywistości, ze względu na sprzeciw Niemców, nigdy nie podjął działalności. Dopiero w kwietniu 1942 roku uzyskano zgodę na utworzenie Referatu Widowiskowego[34]

Wydziały składały się z referatów o charakterze stałym oraz powoływanych ad hoc komisji.
W okresie istnienia Judenratu wielokrotnie odnotowano problem pokrywania się kompetencji niektórych wydziałów i komisji. Stale rozrastała się także jego struktura. Na skutek konfliktów pomiędzy różnymi grupami interesów, które występowały w ramach Judenratu, próby racjonalizacji struktury oraz zmniejszenia zatrudnienia skutkowały zazwyczaj co najwyżej pozorowanymi działaniami.
W II połowie 1940 roku, m.in. w celu szybszego załatwiania najpilniejszych spraw, przewodniczący Czerniaków powołał swój osobisty sekretariat. Na jego czele postawił swojego zaufanego współpracownika – Leona Tenenbauma-Tyszkę.

### Struktura po „Wielkiej Akcji”
Jeszcze w trakcie wielkiej akcji deportacyjnej, 15 sierpnia 1942 roku, przyjęto uproszczony schemat organizacyjny Judenratu, pozostawiając w nim 15 wydziałów. Kolejne uproszczenie struktury przeprowadzono pod koniec 1942 roku, likwidując kolejne wydziały. Po utworzeniu getta szczątkowego władza Judenratu ograniczała się jedynie do getta centralnego. Po tzw. akcji styczniowej w 1943 roku funkcjonowały już tylko niektóre z wydziałów. Ostatnim funkcjonującym wydziałem miał być Wydział Zaopatrywania.
Wśród wydziałów funkcjonujących w getcie po wielkiej akcji Maria Ferenc wymienia:
- Wydział I Prezydialny, ul. Zamenhofa 19 – przewodniczący Marek Lichtenbaum
- Wydział II Ogólny, ul. Zamenhofa 19 – przewodniczący Józef Jaszuński
- Wydział III Finansowo-Budżetowy, ul. Zamenhofa 19 – przewodniczący Stanisław Szereszewski
- Wydział IV Administracyjny, ul. Gęsia 17 – przewodniczący Bolesław Rozensztadt
- Wydział V Zdrowia Publicznego, ul. Pawia 10 – przewodniczący Izrael Milejkowski
- Wydział VI Świadczeń i Opieki Społecznej, ul. Zamenhofa 19 – przewodniczący Gustaw Wielikowski
- Wydział VII Gospodarczy, ul. Zamenhofa 19 – przewodniczący Abraham (Alfred) Sztolcman
- Wydział VIII Usług Rzemieślniczych, ul. Gęsia 29 – przewodniczący Abraham Wolfowicz
- Wydział IX Pracy, ul. Leszno 84 – przewodniczący Chil Rozen
- Wydział X Zaopatrywania, ul. Zamenhofa 19 – przewodniczący Abraham Gepner
- Wydział XI Poczty, ul. Zamenhofa 19 – przewodniczący Natan Grodzieński
- Wydział XII Nieruchomości, ul. Gęsia 17/3-4 – przewodniczący Bolesław Rozensztadt
- Wydział XIII Służby Porządkowej, ul. Ogrodowa 17 – przewodniczący Bernard Zundelewicz, tymczasowowo Henryk Glucksberg
- Wydział XIV Cmentarny, ul. Zamenhofa 19 – przewodniczący Zygmunt Hurwicz

### Agendy Judenratu
Judenrat posiadał również częściowo autonomiczne agendy, w stosunku do których występował jako organ nadzorczy. Były to:
- Zakład Zaopatrywania, ul. Tłomackie 5, następnie ul. Leszno 12 – utworzony w grudniu 1940 roku. Przewodniczący: Abraham Gepner
- Rada Gospodarcza, ul. Leszno 14 – powołana w lipcu 1941 roku. Przewodniczący: Abraham Gepner
- Spółdzielnia Pracowników Rady Żydowskiej, ul. Pańska 36
- Bank Spółdzielczy Dzielnicy Żydowskiej (pierwotnie Biuro Rozrachunku Bankowego), ul. Nowolipki 10 – uruchomiony w lutym 1942 roku. Przewodniczący: Edward Kobryner
- Ambulatorium Gminy, ul. Twarda 6 – lekarz naczelny: dr Zygmunt Fajncyn
- Centralne Biuro Doręczeń – uruchomione w lipcu 1941 roku
- Biuro Sprzedaży Biletów Tramwajowych, ul. Leszno 15
- Żydowska Służba Porządkowa[256]

Od lipca 1942 roku Judenrat miał także oficjalnie nadzorować Centralną Komisję Popierania Pracy w Szopach, zajmującą się działalnością samopomocową oraz rozdziałem żywności wśród pracowników w szopach.

### Żydowska Służba Porządkowa

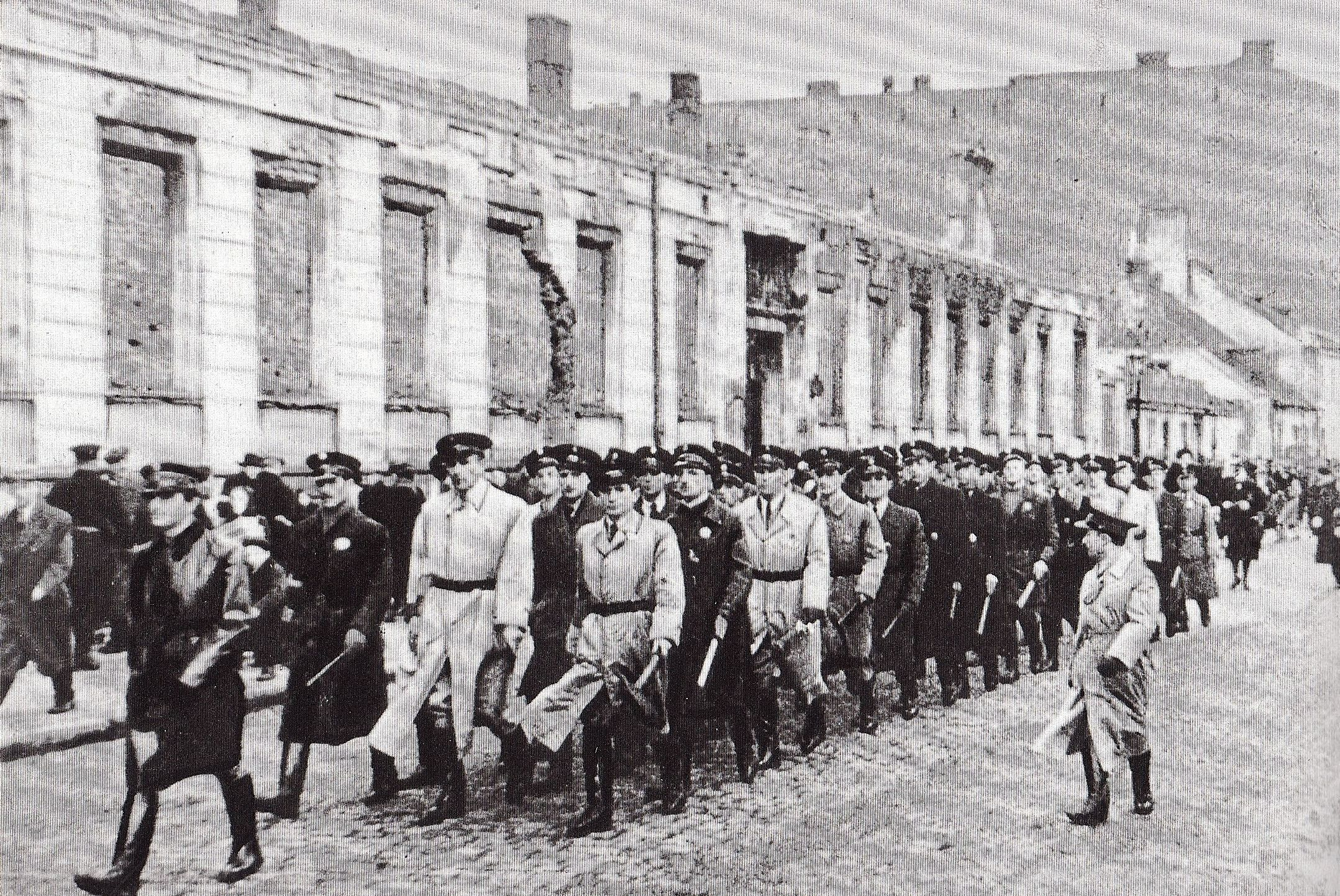
Funkcjonariusze Służby Porządkowej

Oficjalne polecenie zorganizowania policji żydowskiej Adam Czerniaków otrzymał 12 października 1940 roku, chociaż pogłoski na temat jej utworzenia krążyły w Warszawie już od wiosny tego samego roku. 26 października stanowisko komendanta ŻSP objął Józef Andrzej Szeryński. Według wspomnień Tadeusza Wittelsona, wyboru dokonano na spotkaniu w mieszkaniu radcy Leopolda Kupczykiera, na którym obecni byli m.in. Kupczykier, Czerniaków, Edward Kobryner oraz Szeryński. Według niektórych relacji Szeryński został polecony Czerniakowowi przez Leona Berensona lub Stefana Lublinera.
Statut ŻSP zatwierdzono 29 listopada tego samego roku. ŻSP została utworzona na podstawie straży Batalionu Pracy Rady Żydowskiej, która zajmowała się wyłapywaniem Żydów uchylających się od obowiązku pracy przymusowej, ochroną cmentarza żydowskiego oraz budynków Judenratu.
Żydowska Służba Porządkowa podlegała Wydziałowi XVII Służby Porządkowej Rady Żydowskiej. Przewodniczącym wydziału został Leopold Kupczykier, którego następnie zastąpił Bernard Zundelewicz. Rola przewodniczącego wydziału w ŻSP była jednak marginalna; stosunkowo niewielki wpływ na funkcjonowanie formacji miał także sam Czerniaków. Pracami wydziału kierował Szeryński, którego zastępcą był Marian Händel. Funkcjonariusze ŻSP stanowili załogę Aresztu Centralnego, który nadzorował Wydział Więziennictwa RŻ. Nadzór nad działalnością ŻSP sprawowała także Policja Polska Generalnego Gubernatorstwa (komendant Aleksander Reszczyński). Operacyjnie ŻSP podlegała Komendzie Warszawa-Północ, której komendantem był Mieczysław Tarwid, a lokalnie także miejscowym komisariatom. ŻSP podlegała również cywilnej (komisarz dla dzielnicy żydowskiej) oraz policyjnej władzy niemieckiej (warszawskie Gestapo).
Warunkami przyjęcia do służby w ŻSP były: wiek od 21 do 40 lat, ukończone 6 klas szkoły średniej, odpowiednie zdrowie, wzrost – minimum 170 cm, waga – minimum 60 kg, odbyta służba wojskowa, niekaralność oraz polecenie dwóch osób znanych w dzielnicy. Rekrutacja do ŻSP zakończyła się jesienią 1940 roku; w połowie listopada jej stan osobowy wynosił 1635 osób. W styczniu 1941 roku przyjęto kolejnych funkcjonariuszy, zwiększając ich liczbę do około 2 tysięcy. Kolejnych funkcjonariuszy wcielono do ŻSP latem 1941 roku wraz z powstaniem Kompanii Przeciwepidemicznej oraz likwidacją Urzędu do Walki z Lichwą i Spekulacją. Struktura ŻSP była cały czas sztucznie powiększana, by zapewnić pracę jak największej ilości osób, często zatrudnionym dzięki koneksjom lub opłaceniu stanowiska.
Stopniami oficerskimi w ŻSP były: kierownik, zastępca kierownika, obwodowy i podobwodowy. Niżsi funkcjonariusze podzieleni byli na grupowych, sekcyjnych i porządkowych. Funkcjonariusze nie byli umundurowani, ich jedynym wyróżnieniem była czapka – funkcjonariusze otrzymywali granatowe czapki z jasnoniebieskim otokiem (jeśli posiadali wykształcenie wyższe wokół otoku dodawano biało-niebieski sznurek) i emblematem ŻSP oraz żółte opaski z napisem „Rada Żydowska w Warszawie–Służba Porządkowa” w języku polskim i niemieckim oraz numerem służbowym. Stopnie niższych funkcjonariuszy oznaczano srebrnym galonem wokół otoku oraz za pomocą żółtych gwoździ wbitych w czarny prostokąt na opasce. Stopnie oficerów oznaczano srebrnymi gwiazdkami wbitymi w pluszowy lub aksamitny podkład otoczony srebrnym galonem. Związani z ŻSP lekarze otrzymali z czasem prawo noszenia czapki formacji z laską Eskulapa. Prawo do noszenia czapki ŻSP otrzymywali również czasem urzędnicy Rady Żydowskiej, korzystał z niego m.in. Mieczysław Maślanko, przewodniczący Sądu Dyscyplinarnego.
Funkcjonariusze ŻSP wypełniali w getcie wyłącznie zadania porządkowe; jej funkcjonariusze obsadzali posterunki przy bramach getta, odpowiadali także za ochronę murów od strony dzielnicy żydowskiej. Policjanci żydowscy byli również oddelegowywani do pełnienia roli strażników do obozów pracy. Judenrat powierzył również ŻSP zadanie nadzorowania handlu ulicznego, jednakże egzekwowanie obowiązujących na tym polu zarządzeń okazało się w praktyce niemożliwe.
Funkcjonariusze ŻSP byli powszechnie uważani za skorumpowanych, zdemoralizowanych i brutalnych. Na porządku dziennym miało dochodzić do kradzieży, wymuszeń, dewastacji oraz przemocy z ich udziałem. W zapiskach Emanuela Ringelbluma oraz prasie podziemnej pojawiały się doniesienia o ofiarach śmiertelnych pobić dokonywanych przez funkcjonariuszy ŻSP, wymieniano m.in. młodego chłopaka zatłuczonego na śmierć w budynku Judenratu za kopnięcie policjanta lub dra Zusmana, oraz starszego człowieka, który zmarł na zawał serca po pobiciu go na ulicy przez funkcjonariusza ŻSP. Zdawkowe doniesienia dotyczące przemocy ze strony funkcjonariuszy pojawiały się także w „Gazecie Żydowskiej”. W październiku 1941 roku kilku funkcjonariuszy ŻSP miało pobić kierownika Biura Kwaterunkowego Judenratu, Mojżesza Fogla.
Od początku 1942 roku planowano utworzenie w getcie straży pożarnej, która miała funkcjonować jako agenda ŻSP. Do organizacji straży pożarnej, nazywanej Pogotowiem Straży Ogniowej, przystąpiono w czerwcu 1942 roku, a jej komendantem mianowano Jakuba Brendla, funkcjonariusza ŻSP i działacza ochotniczej straży pożarnej w Kaliszu. Straż pożarna nie rozpoczęła jednak faktycznej działalności.
Na początku maja 1942 roku Szeryński został aresztowany przez Niemców zarzutem ukrycia po „aryjskiej stronie” futer należących do jego żony. Na stanowisku komendanta ŻSP zastąpił go jego dotychczasowy zastępca, Jakub Lejkin. 2 lipca 1942 roku podczas egzekucji w Babicach rozstrzelano 10 funkcjonariuszy ŻSP, którzy mieli brać udział w szmuglu.
W pierwszych dniach wielkiej akcji deportacyjnej Szeryński został ponownie mianowany komendantem ŻSP, utracił jednak znacząco pozycję na rzecz Lejkina oraz Mieczysława Szmerlinga, który pełnił funkcję kierownika Umschlagplatzu. Po śmierci Czerniakowa sprawowali oni faktyczną władzę żydowską w getcie. Zastępcą kierownika ŻSP, na polecenie Hauptsturmführera Hermanna Worthoffa, został mianowany konfident Gestapo Józef Ehrlich. Podczas akcji wszyscy funkcjonariusze ŻSP oprócz pracowników kancelarii zostali skierowani do służby liniowej na Umschlagplatzu oraz przy doprowadzaniu na niego Żydów. Funkcjonariusze stawali się obiektem ataków podczas blokad budynków oraz w drodze na plac. 20 sierpnia 1942 roku były policjant Izrael Kanał dokonał nieudanego zamachu na Szeryńskiego.
29 października 1942 roku członek ŻOB Eliasz Różański zastrzelił na ulicy Gęsiej Jakuba Lejkina.
Podczas akcji styczniowej policjanci żydowscy nie brali bezpośredniego udziału w deportacjach. 23 stycznia 1943 roku Józef Szeryński popełnił samobójstwo; jego następcą został Leon Piżyc. Po wybuchu powstania w getcie kilkudziesięciu pozostałych w nim policjantów, w tym Piżyca, rozstrzelano w okolicach Pawiaka.

## Członkowie Judenratu

### Przewodniczący

#### Adam Czerniaków

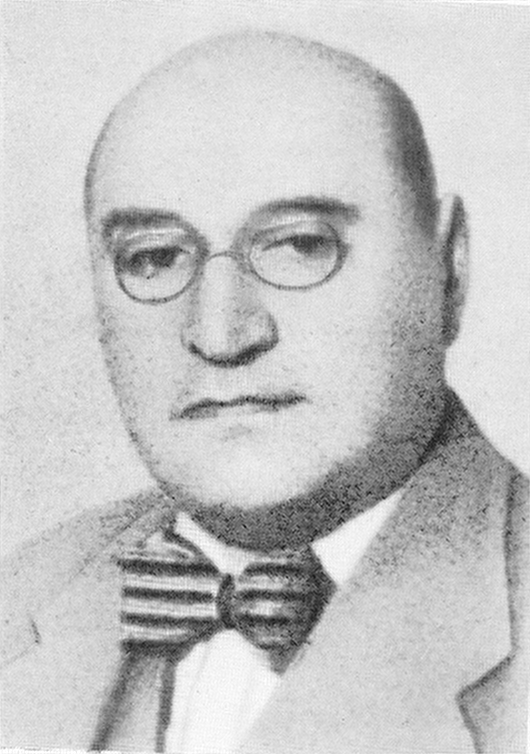
Adam Czerniaków

Pierwszym przewodniczącym warszawskiego Judenratu został mianowany przez władze niemieckie Adam Czerniaków. Był on pedagogiem, działaczem oświatowym, publicystą, jednym z twórców i liderów żydowskiego ruchu rzemieślniczego. W okresie międzywojennym próbował także sił w polityce. W latach 1927–1934 zasiadał w warszawskiej Radzie Miejskiej. W 1930 roku zdobył mandat w wyborach uzupełniających do Senatu, którego ze względu na rozwiązanie parlamentu nie zdążył jednak objąć. W 1937 roku został członkiem powołanego przez władze sanacyjne tymczasowego zarządu komisarycznego Gminy Wyznaniowej Żydowskiej w Warszawie. Podczas obrony Warszawy we wrześniu 1939 roku Komisarz Cywilny przy Dowództwie Obrony Warszawy Stefan Starzyński mianował go komisarycznym prezesem gminy.
Czerniaków konsekwentnie zachowywał apolityczną postawę i unikał jakichkolwiek afiliacji partyjnych czy ideologicznych. Język jidysz, którym posługiwała się większość polskich Żydów, opanował jedynie w stopniu biernym. Z tego powodu nie odgrywał przed wojną poważniejszej roli w żydowskim życiu politycznym i społecznym. Israel Gutman, a w ślad za nim niektórzy historycy, uważali go wręcz za osobę oderwaną od żydowskich mas.
Jako przewodniczący Judenratu starał się prowadzić wobec Niemców politykę pragmatyczną i kompromisową. Wierzył, że takie postępowanie pozwoli możliwie jak największej liczbie mieszkańców getta doczekać końca wojny. Zazwyczaj unikał otwartej konfrontacji z okupantem, starając się zamiast tego stosować perswazję i odpowiednio dobraną argumentację, a także w miarę możliwości opóźniać wykonanie najbardziej dotkliwych dla Żydów zarządzeń. Gdy wymagały tego okoliczności, płacił kontrybucje lub łapówki bądź wręczał niemieckim funkcjonariuszom prezenty. Pragnął, aby getto doczekało końca wojny w możliwie niezmienionym charakterze, a niemieckie ingerencje w jego życie wewnętrzne były jak najbardziej ograniczone. Z tego powodu starał się m.in. torpedować plany niektórych niemieckich funkcjonariuszy, którzy dążyli do „produktywizacji” warszawskich Żydów i przekształcenia getta warszawskiego – wzorem getta łódzkiego – w wielki obóz pracy. Kontakty z władzami niemieckimi nierzadko wiązały się dla niego z szykanami, upokorzeniami, a nawet fizycznymi napaściami.
Czerniaków nie miał ambicji, by sprawować nad Judenratem dyktatorską władzę. Starał się angażować radców w zarządzanie Radą, a decyzje podejmować w sposób kolegialny. Rola Rady jako ciała kolegialnego stopniowo jednak malała. Było to spowodowane m.in. faktem, że jej pierwotny skład stopniowo się wykruszał, na skutek czego trafiały do niej także osoby przypadkowe, nie zainteresowane wykonywaniem bieżących obowiązków lub skoncentrowane na uzyskiwaniu dzięki sprawowanej funkcji osobistych korzyści. W tej sytuacji Czerniaków zaczął traktować Radę jako ciało o charakterze przede wszystkim reprezentacyjnym, zapewniające legitymizację podejmowanym przez niego decyzjom. Kluczowe kwestie rozstrzygano natomiast w zwoływanych ad hoc małych grupach i komisjach, złożonych najczęściej z najbardziej zaufanych współpracowników przewodniczącego. Niemniej jednak, mimo pojawiających się oskarżeń o despotyzm, Czerniaków nigdy nie sprawował niepodzielnej władzy, a radcy czasami byli w stanie przeforsować decyzje, którym był przeciwny.

#### Marek Lichtenbaum
Po samobójczej śmierci Czerniakowa Niemcy powierzyli kierowanie Judenratem jego dotychczasowemu zastępcy, Markowi Lichtenbaumowi. Był on z zawodu inżynierem budowlanym i już w okresie przedwojennym udzielał się aktywnie w życiu warszawskiej społeczności żydowskiej. Od 1937 był członkiem zarządu komisarycznego Gminy Wyznaniowej Żydowskiej w Warszawie.
Lichtenbaum nie miał w getcie dobrej opinii. Opisywano go jako „mizerną kreaturę, warchoła i gbura”. Był oskarżany o dorabianie się kosztem Judenratu. Jednocześnie uchodził jednak za dobrego organizatora, co doceniał sam Czerniaków.
Okres sprawowania funkcji przez Lichtenbauma przypadł na schyłkowy czas istnienia getta, określany mianem getta szczątkowego. Było ono wówczas de facto wielkim obozem pracy. Rola Lichtenbauma pozostawała w dużej mierze fasadowa, a od czasu tzw. akcji styczniowej nie miał on już żadnego wpływu na sytuację w getcie.

### Radcy
Judenrat składał się z 24 radców, wybieranych przez prezesa. Część członków Judenratu stanowili członkowie zarządu przedwojennej gminy żydowskiej, inni zostali wybrani jako reprezentanci niektórych opcji politycznych. Członkowie Judenratu nie byli jednak reprezentantami większości warszawskich Żydów, a w jego skład weszli w zasadzie przedstawiciele żydowskiej elity.
Początkowo członkami Judenratu byli:
- Tadeusz Bart
- Jakub Berman
- Adam Czerniaków (prezes 1939–1942)
- Ber Ajzyk Ekerman
- Abraham Gepner
- Rachmil Henryk Glücksberg
- Józef Jaszuński
- Meszulam Kaminer
- Edward Eliasz Kobryner
- Marek Lichtenbaum (wiceprezes 1939–1942, prezes od lipca 1942)
- Łazarz Łabędź
- Izrael Milejkowski
- Chil Rozen
- Bolesław Rozensztadt
- Baruch Wolf Rozenthal
- Herman Schwartz
- Stanisław Szereszewski
- Dawid Szpiro
- Szymon Sztokhammer
- Abraham Sztolcman
- Hilary Tempel
- Beniamin Zabłudowski
- Bernard Zundelewicz

Józef Kermisz i Marcin Urynowicz podają, że na samym początku jej działalności w skład rady weszli również Abraham Weiss, Majer Bałaban, Szmul Zygielbojm i Chaim Szoszkies. Według tego ostatniego historyka, do członków pierwotnego składu warszawskiego Judenratu zaliczali się ponadto: Apolinary Hartglas, Mojżesz Indelman, Mojżesz Koerner, Icze-Majer Lewin i R. Szafar. Wielu członków pierwszego składu rady niedługo później opuściło Warszawę, zostało aresztowanych lub usuniętych z jej składu.
W późniejszym okresie w składzie Judenratu znaleźli się:
- Jerzy Graff
- Henryk Grasberg
- Natan Grodzieński
- Zygmunt Hurwicz
- Leopold Kupczykier
- Gustaw Wielikowski (wiceprezes od 1942[309])
- Szmuel Winter
- Abraham Wolfowicz

Podobnie jak pozostali Żydzi, członkowie Judenratu byli zmuszeni nosić opaskę z gwiazdą Dawida na ramieniu. Aby uchronić się przed łapankami i aktami agresji ze strony szeregowych Niemców, radcy nosili dodatkową opaskę – szeroką, w ciemnoniebieskim kolorze. Wyżsi urzędnicy RŻ również nosili dodatkowe ciemnoniebieskie opaski, jednak trochę węższe. Prawo do noszenia dodatkowych wyróżniających opasek mieli również pracownicy niektórych agend Judenratu (m.in. funkcjonariusze Żydowskiej Służby Porządkowej, lekarze i personel szkół zawodowych).

## Krytyka i opozycja w getcie

### Oskarżenia o korupcję, nepotyzm i nieudolność
Judenrat został utworzony na bazie przedwojennej gminy żydowskiej. O ile jednak gmina zajmowała się przed wojną przede wszystkim działalnością religijną i charytatywną, o tyle Judenrat musiał zająć się koordynacją całości życia żydowskiego w Warszawie, a następnie w getcie warszawskim. Mimo licznych wysiłków nie udało się go przekształcić w sprawnie funkcjonującą machinę biurokratyczną. W jego strukturach znalazło się wiele osób bez żadnego doświadczenia administracyjnego, których podstawową motywacją było znalezienie źródła zarobku i uzyskanie ochrony przed niemieckimi represjami. O ile przewodniczącego Adama Czerniakowa charakteryzowała osobista uczciwość, o tyle na niższych szczeblach drabiny urzędniczej na masową skalę szerzyła się korupcja. Urzędników powszechnie uważano również za niekompetentnych i aroganckich. W wielu wypadkach osoby z przedwojennym doświadczeniem w służbie publicznej nie chciały współpracować z Judenratem. Powszechne było przekonanie, że posadę w jego strukturach można uzyskać tylko dzięki protekcji lub łapówkom. Sytuację pogarszał notoryczny brak środków finansowych i innych niezbędnych materiałów. Jednocześnie Judenrat mógł działać jedynie w sztywnych ramach narzuconych przez okupanta. Wszystkie te czynniki powodowały, że nie był w stanie w odczuwalny sposób ulżyć losowi warszawskich Żydów.
W konsekwencji niechęć, a nawet nienawiść wobec Judenratu miały charakter wręcz powszechny. Fakt, iż to na nim koncentrowały się w pierwszym rzędzie gniew i frustracja żydowskich mas, był z satysfakcją odnotowywany przez Niemców. Artykuły krytykujące korupcję, nepotyzm oraz brak porządku w Judenracie były publikowane m.in. na łamach kolaboracyjnej „Gazety Żydowskiej”. Urzędnicy Judenratu byli negatywnymi bohaterami licznych satyr i szopek, w tym popularnego „Żywego dziennika”, który wystawiano w kawiarnii „Sztuka”. W jego biurach wielokrotnie dochodziło do scysji, awantur i protestów z udziałem m.in. robotników przymusowych i ich rodzin, nieopłacanych pracowników, rodzin zakładników aresztowanych przez Niemców, uchodźców i wysiedleńców oraz osób ubogich, którzy szukali w Judenracie pomocy.
Problem szerzącej się w Judenracie korupcji przewija się we wspomnieniach mieszkańców getta. Dodatkowych dowodów dostarczają zachowane dokumenty Judenratu. Między innymi, w 1941 roku wyszło na jaw, że po akcji wywłaszczeniowej Żydów i przekazaniu ich majątku w zarząd Judenratu, w zarządach komisarycznych urzędnicy zapewniali stanowiska i pracę swoim krewnym lub protegowanym, m.in. pięć obiektów miało zostać przekazanych w zarząd członkom rodziny Meszulama Kaminera. Za szczególnie skorumpowany uchodził Batalion Pracy; w sprawie panującej w nim korupcji interweniowali nawet niemieccy funkcjonariusze. Nie ustępować miały mu pod tym względem Wydział Kwaterunkowy oraz Żydowska Służba Porządkowa. Niemniej w ocenie jednego z kronikarzy getta, w strukturach Judenratu „nie było wydziału, któremu nie można by postawić długiej listy zarzutów”.
W styczniu 1942 roku w getcie wybuchła tzw. „afera cmentarna” lub „afera dentystów”. W podziemnej gazecie Bundu, „Der Weker” opublikowano doniesienia o tym, że na cmentarzu żydowskim grabarze we współpracy z funkcjonariuszami ŻSP otwierali świeże groby i ze zwłok wyrywali złote zęby. Proceder ten miał trwać od jesieni 1941 roku. Sprawcy zostali aresztowani, nie wykazali jednak skruchy. Według wspomnień Stanisława Adlera sprawa „afery cmentarnej” została zatuszowana przez Judenrat z obawy, że wydanie sprawców Niemcom doprowadziłoby do zamordowania żydowskich grabarzy oraz innych pracowników cmentarzy i zakładów pogrzebowych.
Niezadowolenie mieszkańców getta wywoływały organizowane przez Judenrat tzw. „parówki”, czyli dezynfekcje całych domów, jeśli odkryto w nich przypadek tyfusu. Podczas tego typu działań mieszkańcy musieli przez długi czas przebywać poza domem, zazwyczaj przy okazji dezynfekcji dochodziło również do dewastacji mieszkań oraz kradzieży. W jednym z najbardziej znanych przypadków tego typu działań, w sierpniu 1941 roku, podczas dezynfekcji ulicy Krochmalnej z domów wyrzucono ponad 18 tysięcy osób, które spędziły na zewnątrz 24 godziny. Ich ubrania zostały zniszczone lub zagubione podczas przymusowych kąpieli, a po powrocie do mieszkań okazało się, że wiele z nich zostało zdewastowanych lub ograbionych. Również podczas „parówek” dochodziło do przypadków wykupywania się przez bogatych mieszkańców, których domy, po uiszczeniu opłaty, były zwalniane z przymusowych dezynfekcji. Według konspiracyjnej prasy w getcie „parówki” miały być również organizowane w ramach kar dla mieszkańców budynków, m.in. 31 stycznia 1942 roku miało dojść do zorganizowania dezynfekcji w budynkach przy ulicy Dzielnej 39, podczas której na mróz wyrzucono 3 tysiące mieszkających tam osób. Mieszkańcy domu pod tym adresem mieli zalegać z opłatami w wysokości 800 złotych na rzecz Judenratu. Funkcjonariusze odpowiedzialni za dezynfekcję mieli następnie chwalić się, że wymusili od mieszkańców zapłatę w wysokości 2 tysięcy złotych. Na polecenie Wydziału Zdrowia Judenratu ŻSP przeprowadzała także tzw. blokady inkasowe, których celem było uzyskanie od mieszkańców opłat za przeprowadzenie dezynfekcji.
Przy okazji dostarczania przez Judenrat kontyngentów robotników żydowskich do pracy przymusowej, urzędnicy oskarżani byli o nierówne traktowanie osób wybranych do takiej pracy. Krytykowano m.in. zwalnianie z prac przymusowych osób legalnie zatrudnionych (o czym pisał m.in. Emanuel Ringelblum) oraz fakt, iż osoby zamożne miały możliwość wykupienia się i opłacenia zastępstwa. Według Henryka Makowera doprowadziło to do tego, że wśród osób wysyłanych do pracy przymusowej nie było obecnych praktycznie żadnych przedstawicieli inteligencji. Po wysłaniu Żydów do obozów pracy przymusowej Judenrat oskarżany był o brak jakiegokolwiek wsparcia dla tychże osób oraz zainteresowania ich losem, chociaż według niektórych źródeł Judenrat organizował zbiórki ubrań, żywności i leków dla więźniów obozów pracy, to pomoc ta miała być odrzucana przez więźniów. Urzędnicy Judenratu brali udział w wizytacji obozów, według Leopolda Kupczykiera podczas jednej z takich wizytacji otoczył go tłum więźniów, wykrzykujących obelgi oraz śpiewających obelżywe piosenki skierowane przeciw Judenratowi, inny urzędnik, Goldfeil, miał nawet zostać kilkukrotnie zaatakowany przez niezadowolonych więźniów.
Judenrat był krytykowany za niegospodarność. O notoryczne braki żywności opinia publiczna często obwiniała Zakład Zaopatrywania, oskarżając jego personel o niekompetencję i korupcję. W rzeczywistości miał on jednak ograniczone możliwości działania, gdyż mógł korzystać wyłącznie z dostawców wskazanych przez Transferstelle, oraz był zmuszony akceptować narzucane przez nich ceny. Judenrat oskarżano także o niedostateczną walkę z donosicielstwem i szantażystami w getcie. Jego członkom zarzucano, że przy sporządzaniu list deportacyjnych robili wszystko, by uchronić przed deportacją członków ich rodziny oraz przyjaciół. Według Emanuela Ringelbluma doprowadziło to do śmierci wielu działaczy społecznych oraz artystów i przedstawicieli inteligencji.
Korupcję i nadużycia zarzucano poszczególnym radcom i wyższym urzędnikom. Według mieszkańców getta szczególnie skorumpowany był radca Beniamin Zabłudowski, znany z kontaktów z półświatkiem. Według plotek rozsiewanych w getcie, zmarł on po wypiciu zbyt dużej ilości alkoholu. Z kolei Henryk Czerwiński miał prowadzić w getcie kasyno przy ulicy Chłodnej 16. Niemniej członkowie i pracownicy Judenratu nie stanowili jednolitej grupy. Za osobiście uczciwego uznawany był przewodniczący Adam Czerniaków; Mordechaj Tenenbaum określał go wręcz mianem jednego z zaledwie trzech „prawdziwie uczciwych” przewodniczących Judenratów w okupowanej Polsce.
Dobrą opinią w getcie cieszyli się radcy Abraham Gepner, Szmuel Winter, Stanisław Szereszewski i Meszulam Kaminer. Również wśród niższych rangą urzędników znajdowali się ludzie kompetentni i ideowi; Barbara Engelking wskazuje w tym kontekście na postać Nachuma Remby – założyciela pierwszego związku zawodowego w strukturach Judenratu, animatora komisji ds. zwalczania nadużyć, który w czasie „Wielkiej Akcji” bezinteresownie ratował Żydów z Umschlagplatzu. W getcie krążyły również opowieści o policjantach żydowskich, którzy wykazali się podczas akcji honorowym zachowaniem, wymieniano wówczas m.in. Kapłańskiego, który miał zostać zastrzelony przez Niemców za ratowanie ludzi z Umschlagplatzu oraz 8 policjantów, którzy mieli popełnić samobójstwo w pierwszym tygodniu akcji.

### Krytyka Czerniakowa
Mimo osobistej uczciwości Czerniaków oskarżany był o apodyktyczność i żądzę władzy. Wielu Żydów przeceniało jednocześnie jego rzeczywiste możliwości i znaczenie. Według zapisków Emanuela Ringelbluma żądania Czerniakowa nie podlegały żadnej dyskusji, a każde jego słowo miało być traktowane jak rozkaz. Plotki krążące w getcie mówiły, że Czerniaków i inni członkowie Judenratu żyją w o wiele lepszych warunkach niż inni mieszkańcy getta (w rzeczywistości nie różniły się one znacząco od warunków w domach przedstawicieli inteligencji w getcie). Krytykowano także rzekomą megalomanię przewodniczącego oraz jego słabość do oficjalnych ceremonii i obchodów. Prasa konspiracyjna opisywała m.in. uroczystości z okazji 60. urodzin Czerniakowa, podczas których miał otrzymać bukiety kwiatów, które miały zostać opłacone z budżetu Judenratu i kosztować kilka tysięcy złotych. Czerniaków znany był również z patetycznych mów, których fragmenty drukowano w konspiracyjnej prasie i opatrzano ironicznymi komentarzami.
Symbolem megalomanii członków Judenratu miało być także to, że przewodniczącemu pozostawiono własny samochód. Fakt ten budził rozdrażnienie nawet niektórych Niemców. W rzeczywistości z samochodu korzystało wielu członków i urzędników Judenratu; był on wykorzystywany w getcie i poza jego granicami do przewozu niezbędnych materiałów lub do załatwiania różnych spraw.
Faktem jest, że Czerniaków miał zamiłowanie do ceremoniału i lubił publiczne oznaki szacunku, niemniej – zdaniem Barbary Engelking – „nie cierpiał na manię wielkości ani nie był człowiekiem żądnym władzy”. On sam był świadomy krytyki swojego stylu bycia, uważał jednak, że uroczystości i ceremonie są potrzebne, gdyż podnoszą ducha ludności (porównywał się w tym kontekście do kapitana tonącego RMS „Titanic” każącego orkiestrze grać do końca).
Czerniaków oskarżany był ponadto o faworyzowanie zasymilowanych Żydów i konwertytów w strukturach Judenratu, w tym kontekście wspominano m.in. mianowanie przez niego Józefa Szeryńskiego – konwertyty i antysemity – na komendanta ŻSP. Zarzucano mu również, że mieli na niego wpływ znajdujący się w jego otoczeniu niemieccy konfidenci. Faktem jest, że wśród jego najbliższych współpracowników były osoby cieszące się złą reputacją (Beniamin Zabłudowski) oraz konfidenci i kolaboranci (Izrael First, Marian Händel, Jerzy Furstenberg). Czerniaków był świadomy tego faktu. Kluczowa była jednak dla niego przede wszystkich ich osobista lojalność i indywidualne zdolności. Do prawdziwych i domniemanych kolaborantów miał jednocześnie stosunek pragmatyczny, wykorzystując ich jako pośredników w kontaktach z władzami niemieckimi.

### Konflikty z organizacjami samopomocy społecznej
Judenrat pozostawał w ostrym konflikcie z Komisją Koordynacyjną, a następnie Żydowską Samopomocą Społeczną na tle kompetencji dotyczących działalności samopomocowej w getcie. Działacze społeczni traktowali utworzony z niemieckiego nadania Judenrat z niechęcią i nieufnością. Obie organizacje rywalizowały o ograniczone zasoby finansowe na pomoc społeczną. Porozumieniu nie sprzyjały również różnice ideologiczne; działacze społeczni, wśród których liczni byli zwolennicy lewicy, uznawali Judenrat za instytucję zdominowaną przez „przedstawicieli związków kupców”. Ich zdaniem celem Judenratu było przejęcie całkowitej kontroli nad opieką społeczną w getcie i nadanie jej charakteru zbliżonego do przedwojennej filantropii. Konflikt na tym tle nasilił się zwłaszcza w 1941 roku.
Według Michała Weicherta dochodziło do blokowania przez Judenrat działań zmierzających do uzyskania przez ŻSS pożyczek w getcie – mimo wcześniejszej zgody władz niemieckich. Istniał również konflikt pomiędzy Judenratem a Żydowskim Towarzystwem Opieki Społecznej, gdyż ten pierwszy próbował podporządkować sobie wydziały oraz niektóre obszary działalności ŻTOS. Między innymi, w 1941 roku RŻ przejęła od ŻTOS Wydział Kuchen Ludowych oraz Sekcję Opieki nad Uchodźcami i Pogorzelcami. Członkowie RŻ byli również przeciwni działalności komitetów domowych, chcąc je sobie podporządkować; w związku z tymi planami dochodziło do konfliktów z działaczami komitetów. Krytycznie na temat działalności Judenratu wypowiadał się w wywiadach złożonych dla grupy Oneg Szabat Chil Rozen, jeden z jego członków. Według Rozena nie było możliwe zlikwidowanie nędzy i masowej umieralności w getcie, nawet gdyby znalazły się odpowiednie środki, gdyż klasa rządząca gettem nie była w stanie dopasować swojego sposobu myślenia do nowych warunków.
Przedmiotem szczególnie silnej krytyki ze strony działaczy społecznych związanych z ŻTOS i Oneg Szabat była polityka podatkowa Judenratu. Postanowił on bowiem wprowadzić podatek pogłówny, niezależny od uzyskiwanych dochodów, uznając go za najłatwiejszy do wyegzekwowania. W ocenie działaczy społecznych system ten faworyzował jednak najbogatszych kosztem najuboższych. Dla tych ostatnich dotkliwym obciążeniem były natomiast pobierane równolegle podatki pośrednie, m.in. wprowadzony w czerwcu 1940 roku podatek od kartek na chleb. Według obliczeń Ruty Sakowskiej aż 69% wydatków Judenratu na cele opiekuńcze było finansowanych z opłat pobieranych od uboższych warstw ludności (tj. z podatków pośrednich i wkładu komitetów domowych), podczas gdy wkład najbogatszych mieszkańców getta kształtował się na poziomie 16,6%. Na początku 1942 roku Czerniaków podjął próbę zwiększenia progresywności gettowego systemu podatkowego. Napotkał jednak na sprzeciw zarówno ze strony Niemców, jak i Rady Gospodarczej przy Judenracie. Do likwidacji getta jego mieszkańcy zmuszani byli do opłacenia ponad 40 różnych podatków (np. Israel Gutman mówił o 48 różnych podatkach).
Krytykowane były również szopy organizowane przez Judenrat w getcie. Tatiana Brustin-Berenstein oskarżała członków Judenratu o to, że współpracując z żydowską burżuazją wyzyskiwali oni ludność w organizowanych przez nich szopach. Krytyczne oceny szopów, w tym opisy wyzysku, złych warunków pracy oraz obowiązującej w nich surowej dyscypliny publikowano także na łamach żydowskiej prasy konspiracyjnej.
Wielu działaczy społecznych stało na stanowisku, że Judenrat powinien uważać się za organ żydowski i okazywać lojalność wobec żydowskiej kultury. Według Arona Einhorna jidyszyści mieli wyrażać nadzieję, że utworzenie getta jest szansą na „renesans języka jidysz”. Z tych powodów wielu działaczy krytykowało fakt, że to język polski jest przede wszystkim używany przez pracowników Judenratu, a wielu konwertytów zajmuje prominentne stanowiska w jego strukturach. Emanuel Ringelblum określał Judenrat mianem „gniazda wstrętnej asymilacji”, Hilel Cajtlin mówił z kolei, że zasiadają w nim „ukryci, zamaskowani asymilatorzy, którzy czują niechęć do języka żydowskiego, żydowskiej kultury i do żydowskich mas ludowych”. Mimo tej krytyki Czerniaków nie wyraził zgody, aby jidysz stał się oficjalnym językiem Judenratu. Niemniej zarządził, by jego rozporządzenia były wydawane zarówno w języku polskim, jak i w jidysz. W instytucjach administracji getta umieszczano tabliczki z napisem „Tu mówimy po żydowsku”, jednak niewielu urzędników Judenratu faktycznie posługiwało się językiem jidysz. Dla urzędników miały zostać zorganizowane specjalne kursy języka żydowskiego; według Katarzyny Person nie ma jednak żadnego potwierdzenia tego, że faktycznie się one odbyły. Działacze społeczni krytykowali również program nauczania w szkołach powszechnych, opracowany przez Komisję Szkolną Judenratu, zarzucając mu realizowanie „kursu polonizatorskiego”.
Czerniaków był świadomy fatalnej opinii, którą Judenrat cieszył się w getcie. Na początku 1941 roku Czerniaków zaproponował Ignacemu Schiperowi i Szachno Saganowi (jako reprezentantom „Zespołu Przedstawicieli Stronnictw Politycznych”) członkostwo w komisji, której celem miało być rozwiązanie problemów Judenratu. Schiper i Sagan zrezygnowali jednak z działalności w ramach Judenratu w czerwcu tego samego roku. Ten ostatni oświadczył wtedy, że działacze społeczni „nie chcą ponosić odpowiedzialności za działania Gminy, na które nie mają wpływu”. Również wiosną 1941 roku Czernikaków zwrócił się o pomoc w uzdrowieniu sytuacji w Judentacie do powszechnie szanowanego adwokata Leona Berensona. Do współpracy jednak nie doszło na skutek ciężkiej choroby i śmierci tego ostatniego.

### Relacje z żydowskim ruchem oporu
Skrajnie negatywną ocenę Judenratowi i jego pracownikom wystawiały organizacje konspiracyjne w getcie warszawskim, uznając ją za instytucję kolaborancką, a sam fakt przynależności do jego struktur – za akt zdrady narodu żydowskiego. Urzędnicy Judenratu oraz funkcjonariusze ŻSP byli pierwszymi ofiarami ataków politycznych oraz fizycznych dokonywanych przez członków konspiracji. Według Adama Czerniakowa już w pierwszych miesiącach funkcjonowania Judenratu znaczny wpływ na jego codzienne funkcjonowanie mieli protegowani Gestapo. Miało to doprowadzić m.in. do osadzenia Czerniakowa na Pawiaku w listopadzie 1940 roku, do czego doprowadził niezadowolony konfident Gestapo, któremu nie przyznano mieszkania.
Co najmniej dwóch wysoko postawionych urzędników Judenratu, Alfred Nossig i Izrael First, którzy służyli otwarcie jako pośrednicy między radą a władzami niemieckimi, zginęło w zamachach przeprowadzonych przez podziemie żydowskie. W zamachach zginęli także m.in. Mieczysław Brzeziński (szef tzw. ładowaczy na Umschlagplatzu) oraz Jerzy Furstenberg (adiutant Mariana Händla); w getcie szczątkowym i szopach dokonywano również zamachów na byłych oraz czynnych funkcjonariuszy ŻSP.
Według Icchaka Cukiermana, w 1943 roku jeden z radców Judenratu, Abraham Sztolcman, nawiązał kontakt z Armią Krajową, usiłując przekonać jej kręgi kierownicze do zerwania współpracy z Żydowską Organizacją Bojową, którą przedstawiał jako organizację terrorystyczną i pozbawioną realnego poparcia w getcie. Polskie podziemie miało jednak odrzucić jego sugestie, a ŻOB – poinformowany o całej sprawie przez Henryka Wolińskiego – miał wydać na Sztolcmana wyrok śmierci. Nie zdołano go jednak wykonać przed wybuchem powstania w getcie.
Niektórzy członkowie Judenratu wspierali jednak finansowo ruch oporu, m.in. Abraham Gepner przekazywał pieniądze Żydowskiej Organizacji Bojowej.